# Philippe VI de Valois
Pour les articles homonymes, voir Philippe VI et Philippe de France.
Ne doit pas être confondu avec Philippe Le Valois.
Philippe de Valois, né en 1293 et mort le 22 août 1350 à Nogent-le-Roi est roi de France de 1328 à 1350 sous le nom de Philippe VI, dit « le Fortuné » ou « le Catholique », est le premier roi de la dynastie capétienne des Valois, issue de la branche cadette de la maison capétienne fondée par son père Charles de Valois, frère cadet de Philippe IV le Bel.
Son accession au trône en 1328 découle d'un choix politique, à la suite de la mort bébé et sans frère de Jean Ier le Posthume en 1316, puis des oncles de ce dernier, Philippe V et Charles IV, tous deux sans progéniture masculine survivante, afin d'éviter que la couronne de France ne passe dans les mains de la maison Plantagenêt régnant sur l'Angleterre et le duché d'Aquitaine.
S'il accède à la tête de l'État le plus puissant d'Occident, Philippe VI manque de moyens financiers, ce qu'il tente de compenser par la manipulation de la monnaie et des impôts supplémentaires, lesquels ne sont acceptés qu'en période de guerre. Il doit assoir au plus vite sa légitimité. Il le fait en restaurant l'autorité royale en Flandre en y écrasant la rébellion lors de la bataille de Cassel, le 23 août 1328, au cours de laquelle furent tués et massacrés 16 000 artisans et paysans révoltés contre le comte de Flandre. Par une habile politique diplomatique et matrimoniale, il contribue à augmenter l'influence du royaume à l'est du royaume de France. Il rachète le Dauphiné pour le compte de son petit-fils, remarie son fils à une héritière potentielle de la Bourgogne et prend une option sur le comté de Provence.
En conflit avec Édouard III d'Angleterre, Philippe finit par obtenir de celui-ci l'hommage pour la Guyenne, mais leurs intrigues pour le contrôle des Flandres, l'alliance franco-écossaise et la nécessité de justifier les impôts supplémentaires conduiront à la guerre de Cent Ans.
Celle-ci commence de manière larvée, aucun des deux rois n'ayant suffisamment de ressources pour soutenir ses ambitions. La guerre se mène par alliés interposés, hormis en Guyenne où les forces françaises assiègent Bordeaux, mais doivent renoncer, faute de vivres. De la même manière, si la flotte française est en grande partie détruite à la bataille de L'Écluse en 1340, Édouard III ne peut concrétiser cette victoire sur terre, et l'alliance germano-anglaise qu'il a organisée se disloque, faute de pouvoir tenir ses promesses pécuniaires.
Après la mort du duc Jean III de Bretagne, en avril 1341, un conflit successoral oppose Jean de Montfort à Charles de Blois pour la succession de Bretagne. Philippe VI arbitre en faveur de son neveu, Charles de Blois. Jean de Montfort s'allie aux Anglais, qui débarquent à Brest en 1342 et qui occuperont l'ouest de la Bretagne jusqu'en 1397.
Toutefois, le véritable tournant du conflit a lieu en juin 1344, quand Édouard III obtient du Parlement anglais des ressources fiscales importantes pour deux ans. Philippe ne peut répondre qu'en recourant à des mutations monétaires, qui entraînent des dévaluations très impopulaires car elles déstabilisent l'économie. Fort de ses ressources financières, Édouard III est capable d'attaquer en force sur au moins deux fronts. Il regagne du terrain en Aquitaine et surtout inflige une défaite écrasante à Philippe à la bataille de Crécy le 26 août 1346. Ce dernier n'a plus les moyens d'empêcher le roi d'Angleterre de prendre Calais, après onze mois de siège, le 3 août 1347.
Philippe VI meurt en 1350, complètement discrédité et en pleine épidémie de la Grande peste.

## Jeunesse
Philippe VI est le fils aîné de Charles de Valois, frère cadet du roi Philippe le Bel, et de Marguerite d'Anjou. Il est donc cousin germain des trois fils de Philippe le Bel (Louis X, Philippe V et Charles IV), lesquels se succèdent sur le trône de France entre 1314 et 1328.	
Philippe de Valois se marie en juillet 1313 avec Jeanne de Bourgogne.

## «Le roi trouvé»

### Régence et avènement au trône de France
Pour comprendre l'accession de Philippe VI au trône de France au détriment d'Édouard III, il faut remonter à 1316. Cas inédit depuis Hugues Capet, Louis X meurt sans héritier mâle connu, son épouse étant enceinte du futur Jean Ier : l'héritier direct du royaume de France se trouve donc être Jeanne de Navarre, la fille de Louis X, encore mineure. La décision qui est prise à ce moment est très importante, car elle devient coutume et sera à nouveau appliquée lorsque la question dynastique se posera en 1328. L'infidélité avérée de la reine Marguerite fait planer le risque qu'un prétendant au trône, pour légitimer sa révolte, ne prenne pour prétexte que la reine fût bâtarde. Le puissant Philippe de Poitiers, chevalier aguerri et formé par son père au métier de roi, s'impose comme régent à la mort de son frère Louis X le Hutin. À la mort de Jean le Posthume, il est considéré par les grands comme le plus apte à gouverner et se fait sacrer roi de France, consacrant l'éviction de Jeanne : si le choix du monarque français se fonde sur l'hérédité et le sacre, l'élection peut reprendre ses droits en cas de problème.

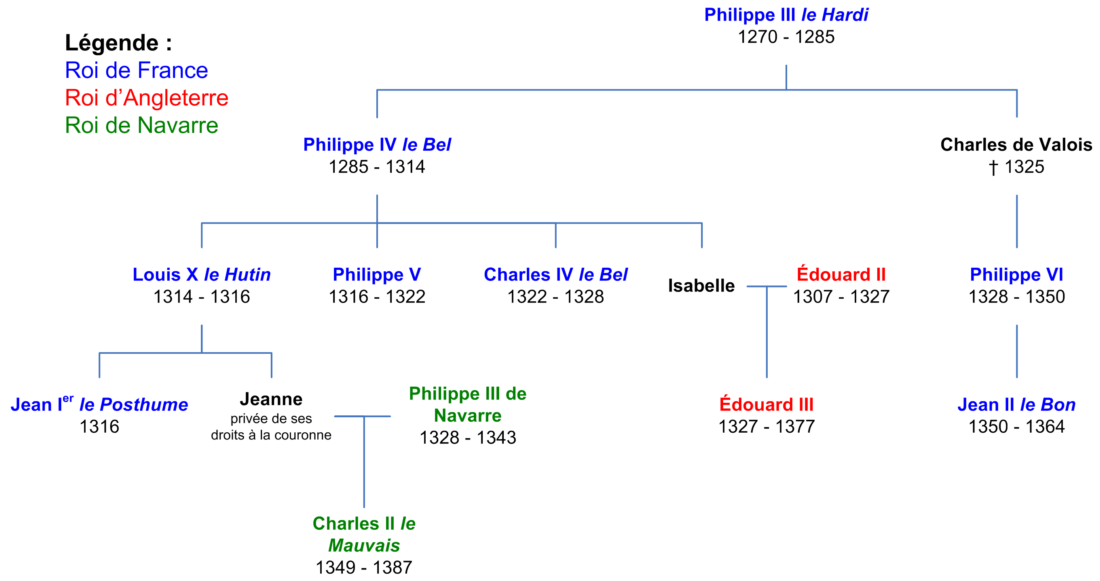
Les rois de la guerre de Cent Ans.

Après le court règne de Philippe V, mort sans héritier mâle, c'est son plus jeune frère, Charles IV, qui, bénéficiant du précédent de son aîné, ceint à son tour la couronne. Malgré ses mariages successifs, Charles IV est toujours sans fils pour lui succéder lorsqu'il meurt à Vincennes le 1er février 1328. Jeanne d'Évreux, sa veuve, étant enceinte, on attend avec impatience de savoir quel sera le sexe de l'enfant. Philippe de Valois est choisi comme régent et a donc de grandes chances de devenir roi s'il s'avère que c'est une fille. Il profite de la régence pour neutraliser ses éventuels rivaux les plus menaçants, les Évreux-Navarre. La reine Jeanne d'Évreux accouche d'une fille, Blanche le 1er avril 1328. Quand le troisième et dernier fils de Philippe le Bel meurt sans descendant masculin, la question dynastique est la suivante : Jeanne de Navarre n'a pas encore de fils (Charles de Navarre ne naît que quatre ans plus tard), Isabelle de France, dernière fille de Philippe le Bel, a un fils, Édouard III, roi d'Angleterre. Peut-elle transmettre un droit qu'elle ne peut elle-même exercer selon la coutume fixée dix ans plus tôt ?
Édouard III pourrait être candidat, mais c'est Philippe de Valois qui est choisi. Il est le fils de Charles de Valois, frère cadet de Philippe le Bel et descend donc par les mâles de la lignée capétienne. 
Il s'agit d'un choix géopolitique et une claire expression d'une conscience nationale naissante : le refus de voir un éventuel étranger épouser la reine et diriger le pays. Les pairs de France refusent de donner la couronne à un roi étranger, suivant la même logique de politique nationale que dix ans auparavant. Philippe de Valois cesse de porter le titre de régent des royaumes de France et de Navarre et devient roi de France. Le dimanche 29 mai 1328, il est sacré à Reims par l'archevêque Guillaume de Trie. En tant que duc d'Aquitaine, Édouard III, pourtant pair de France, n'assiste pas à la cérémonie. La nouvelle ne surprend pas en Angleterre, seule Isabelle de France, qui est fille de Philippe le Bel, proteste de cette décision qui prive son fils de la couronne. Elle envoie deux évêques à Paris pour réclamer l'héritage de son fils, mais ceux-ci ne sont même pas reçus. En outre, le Parlement anglais, réuni en 1329, déclare qu'Édouard n'a pas de droit à la couronne et doit prêter l'hommage pour l'Aquitaine. De la même manière, Jeanne de Navarre, qui avait été évincée en 1316, reste candidate en 1328, son fils Charles qui est le descendant mâle le plus direct de Louis X ne naît qu'en 1332 et ne peut a fortiori être candidat.

### Succession de Navarre, Brie et Champagne

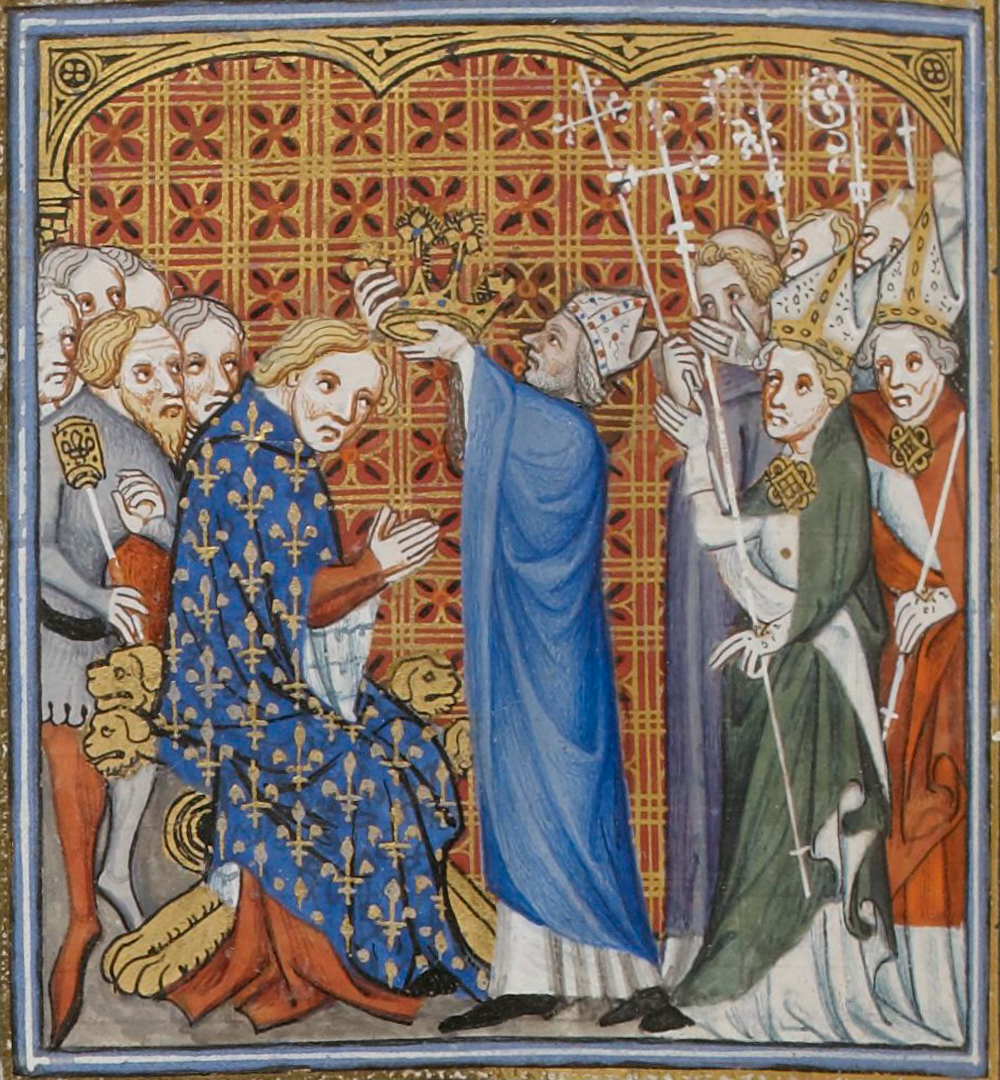
Sacre de Philippe VI, enluminure d'un manuscrit des Grandes Chroniques de France.

À sa majorité, Jeanne aurait dû confirmer sa renonciation à la Navarre, à la Champagne et à la Brie. Philippe le Bel détenait ces terres de sa femme Jeanne Ire de Navarre et Jeanne se trouve être leur descendante et héritière directe (dans ce cas, le roi tenant ces terres par les femmes ne peut contester que leur transmission se fasse par les femmes). Jeanne est mariée à Philippe d'Évreux (héritier de la Couronne si la branche des Valois s'éteignait) et peut compter sur le soutien inconditionnel des barons navarrais qui refusent que le royaume ne soit qu'une annexe gouvernée à distance par le roi de France. Contre Philippe d'Évreux et sa femme, il y a les filles de Philippe V et de Charles IV qui ont tous deux été rois de Navarre. Elles rappellent n'avoir jamais renoncé même provisoirement à leur héritage et surtout n'avoir reçu aucune indemnisation. Elles ont elles aussi leurs champions. L'aînée des filles de Philippe V a épousé Eudes, duc de Bourgogne, qui met son influence dans la balance. Sa mère était fille de saint Louis, le couple n'est donc pas à prendre à la légère. Quant aux enfants du dernier roi, ils ont pour champion leur propre mère, la reine Jeanne d'Évreux. On voit donc là réapparaître cette famille d'Évreux qui est la première branche collatérale de la maison de France mais porte également les couleurs des Capétiens directs.
Les Navarrais ont choisi leur camp, ils réclament la fille du fils aîné de leur ancienne reine pour souveraine, soit Jeanne de Navarre, femme de Philippe d'Évreux. Ils n'ont en effet pas le souci d'éviter que leur couronne ne tombe entre les mains de souverains étrangers imprévisibles, eux qui ont vu leur couronne passer en un siècle des Champenois aux Capétiens. De plus, les Navarrais ont mal supporté de voir la femme de Philippe IV ne s'occuper, de la ville de Paris où elle réside, que de la Champagne, ce qui s'explique par la proximité géographique. Les souverains champenois s'étaient installés dans leur royaume pyrénéen, ce que les Capétiens ne feront pas, transformant la Navarre en un bout de France. Les Navarrais choisissent en fait l'indépendance. Philippe VI doit donc transiger : en avril 1328, le grand conseil assemblé à Saint-Germain-en-Laye laisse la Navarre à Jeanne, mais refuse de céder la Champagne et la Brie, car cela ferait des Navarrais des prétendants trop puissants, prenant Paris en tenaille entre leurs terres normandes et champenoises. Une compensation est donc prévue mais n'est pas fixée. Les Évreux ont le tort d'accepter à l'avance l'échange qui sera fixé en 1336 : ils obtiennent seulement le comté de Mortain et, pour un temps seulement, le comté d'Angoulême. Philippe VI de Valois écarte ainsi une terrible menace à l'est, mais le voilà avec un second roi étranger (après le roi d'Angleterre) possédant des terres en France, et qui rechignerait à lui présenter l'hommage vassalique.

## Premiers temps du règne

### La bataille de Cassel

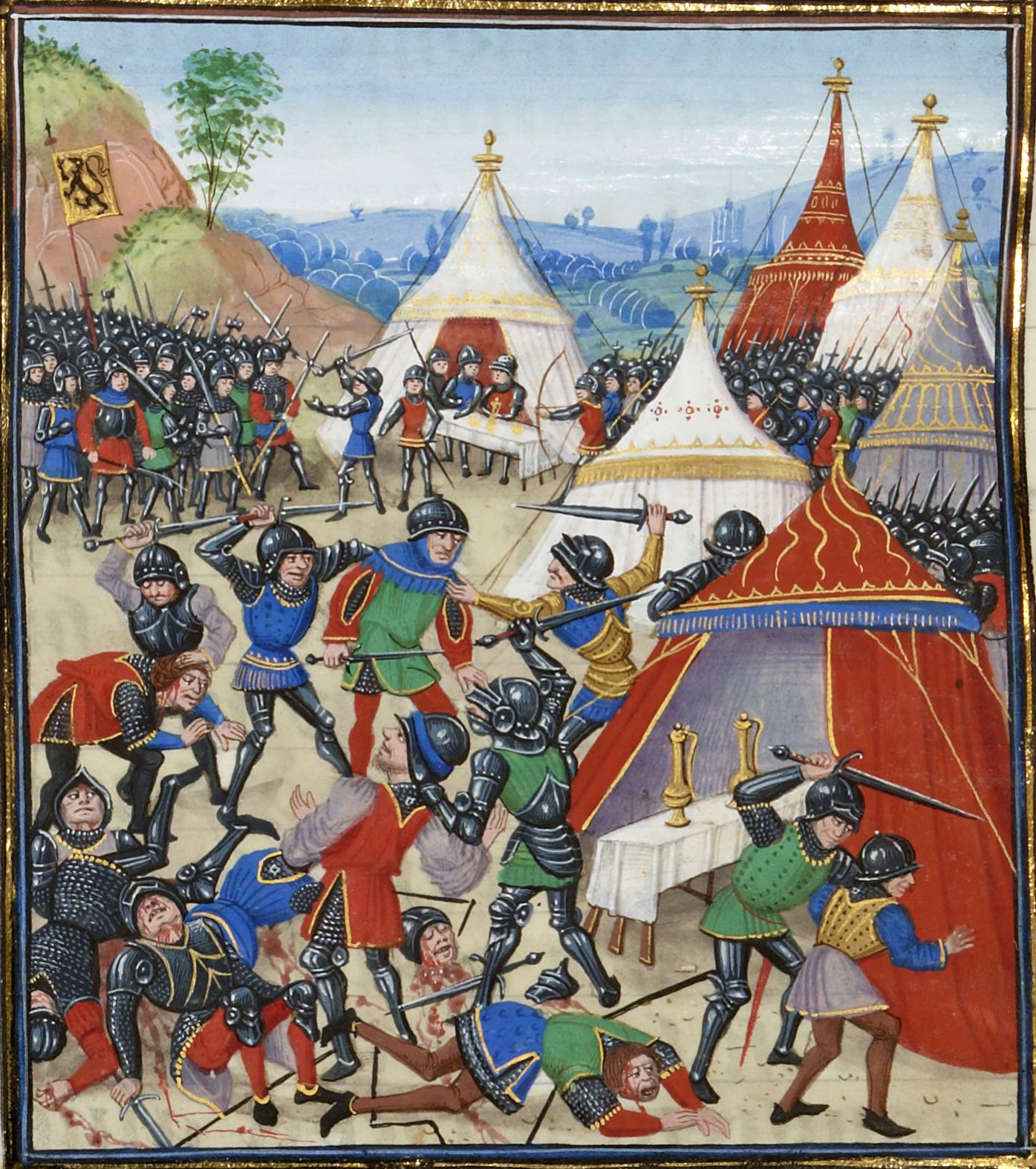
Les insurgés surprennent l'infanterie française à son campement, mais Philippe VI regroupe la chevalerie. Chroniques de Jean Froissart, Paris, Bibliothèque nationale de France.

Les positions du roi en Flandre peuvent paraître fortes. Les expéditions militaires du temps de Philippe IV le Bel sont oubliées, le long contentieux autour des clauses inapplicables du traité d'Athis de 1305 également. Les « matines de Bruges » et le massacre de Courtrai étaient par contre dans tous les esprits et ne donnaient pas envie à la noblesse française de se frotter aux Flamands. L'adversaire le plus coriace du Capétien au temps de Robert de Béthune, comte de Flandre, est son fils Louis Ier de Nevers, qui meurt quelques mois avant son père. À Robert de Béthune succède donc son petit-fils, Louis Ier de Flandre connu aussi sous les noms de Louis de Nevers, de Louis de Dampierre ou encore Louis de Crécy. Comte de Flandre en 1322, ce prince va jouer la carte royale et s'appuyer délibérément à l'intérieur sur l'aristocratie d'affaires, qui avait partie liée avec le roi de France. Son arrière-grand-père Gui de Dampierre et son grand-père Robert de Béthune avaient su jouer des tensions sociales engendrées par un développement économique axé sur l'industrie textile contre les empiètements du pouvoir royal. Louis Ier de Flandre, allié au patriciat, sera une cible de choix quand se manifesteront les premiers remous sociaux.
Son accession à la tête du comté de Flandre provoque en 1323 le mécontentement de certains Flamands, mais ce n'est d'abord qu'un grondement diffus à travers les campagnes de la Flandre maritime. Des officiers et des châtelains sont molestés. L'affaire change de dimension quand Bruges, grand port industriel riche de ses trente mille habitants et d'un mouvement portuaire favorable aux brassages des idées et des hommes, s'insurge.
Gand se range évidemment dans le camp adverse de celui de Bruges. Les Gantois gardent un souvenir amer de ce qu'il avait coûté aux villes flamandes de suivre Bruges en 1302. En revanche, Ypres suit Bruges par hostilité pour les Gantois, leurs concurrents dans l'industrie des draperies. Furnes, Dixmude, Poperingue s'allient à Bruges. La guerre civile commence. L'audace du petit peuple est conforté par le souvenir de Courtrai, où la chevalerie française fut corrigée par tisserands et foulons. Les insurgés battent la campagne pendant cinq ans. Les villages brûlent, les villes tremblent derrière leurs murailles. Les collecteurs d'impôts et tout homme du comte de Flandre se terrent s'ils n'ont pas fui. Les patriciens s'exilent, leurs maisons sont abattues. On ne compte plus les morts : les bourgeois sont égorgés aux coins des rues, paysans et artisans sont rossés à leur domicile ou massacrés en bataille rangée.
Les problèmes sont aggravés par l'alourdissement des exigences fiscales du comte qui, en grossissant les moyens de son gouvernement, lui permettent de résister à l'administration tentaculaire du roi de France. Celle-ci se rajoute à des récoltes difficiles qui conduisent à la misère, tandis que le chômage progresse à cause de l'inadaptation des productions. L'Église n'échappe pas à la fureur populaire.
En 1328, le comte de Flandre profite de l'hommage qu'il rendait à son nouveau seigneur Philippe VI pour lui demander de l'aide. Il le relance lors de la cérémonie du sacre de Philippe VI en juin. Philippe y voit l'occasion de renforcer sa légitimité en restaurant l'ordre social bafoué sur le champ. On profite du fait que l'ensemble des barons se retrouve à Reims pour le sacre. Philippe veut marcher tout de suite contre les Flamands. Il convoque l'ost à Arras pour le mois de juillet 1328 et va prendre l'oriflamme à Saint-Denis. Gand attaque Bruges immobilisant pour la défense de la ville une bonne partie des forces de l'insurrection. Comptant forcer l'ennemi à le combattre en rase campagne et en terrain favorable à sa cavalerie, le roi confie aux maréchaux l'organisation d'une chevauchée qui pille et ravage la Flandre occidentale jusqu'aux portes de Bruges. Pendant ce temps, le gros de l'armée marche sur Cassel. La rencontre s'y fait le 23 août 1328. Les insurgés sont retranchés sur le mont Cassel, une butte haute de 157 mètres. Ils voient de là leurs villages brûler et l'armée française qui se déploie. La « bataille » du roi compte 29 bannières, celle du comte d'Artois 22. Le souvenir de la bataille de Courtrai, où en 1302 les piquiers flamands ont mis en pièces la chevalerie française, est toujours présent, et l'époque est marquée par la prééminence de la défense sur l'attaque. Philippe VI en est parfaitement conscient et se garde bien de faire charger sa cavalerie sans réfléchir. Nicolaas Zannekin (avec Zeger Janszone et Lambrecht Bovyn) est le chef des insurgés. C'est un petit propriétaire foncier qui veut jouer au chevalier. Il envoie des messagers pour proposer au roi de fixer « jour de bataille » mais on leur répond par le mépris, considérant qu'ils étaient « gens sans chef » tout juste bons à rosser. Sans considération pour cet adversaire de basse classe sociale, les chevaliers du roi délacent leurs armures et prennent leurs aises dans leur campement. Les insurgés ne l'entendant pas de cette oreille attaquent à l'improviste, surprenant en pleine sieste l'infanterie laquelle ne doit son salut que dans la fuite. On retrouvera l'infanterie à peu près groupée le lendemain à Saint-Omer. L'alerte est donnée et le roi et ses chevaliers se ressaisissent vite. Le roi, en robe bleue brodée de fleurs de lys d'or et seulement coiffé d'un chapeau de cuir, regroupe sa chevalerie et lance la contre-attaque dans le plus pur esprit chevaleresque payant de sa personne à la tête de ses troupes. Les chevaliers avaient perdu l'habitude de voir le roi s'exposer ainsi, ceci depuis la mort de Saint Louis sous les murailles de Tunis. Il aurait alors lancé le célèbre cri de ralliement : « qui m'aime me suive ». La contre-attaque française contraint les insurgés à se former en cercle, coude à coude, ce qui leur interdit tout repli. À bout portant les arcs sont peu efficaces et c'est un vrai carnage. Menés par le comte de Hainaut, les chevaliers du roi entament une charge tournante autour du cercle faisant voler les têtes au bout de leurs longues épées. Il n'y a pas un survivant parmi les insurgés.
L'armée royale incendie Cassel. Ypres se soumet et Bruges suit. Philippe VI place Jean III de Bailleul comme gouverneur dans la ville d'Ypres pour qu'il commande en son nom. Louis de Nevers reprend le contrôle du comté dans le sang des exécutions capitales et Philippe VI en retire tout le prestige d'un roi chevalier : il assoit ainsi pleinement son autorité sur le trône. Plus encore, en se posant comme le défenseur d'un de ses princes dont le pouvoir était contesté par ces temps de mutation, il devient le garant de l'ordre social féodal et obtient le soutien de ces puissants princes qui auraient pu contester sa légitimité et son autorité. La légitimité du Valois s'en trouve grandie. À partir de ce moment, l'éventuelle contestation de sa souveraineté sur la Guyenne par Édouard III devient difficile.

### Hommage d'Édouard III d'Angleterre

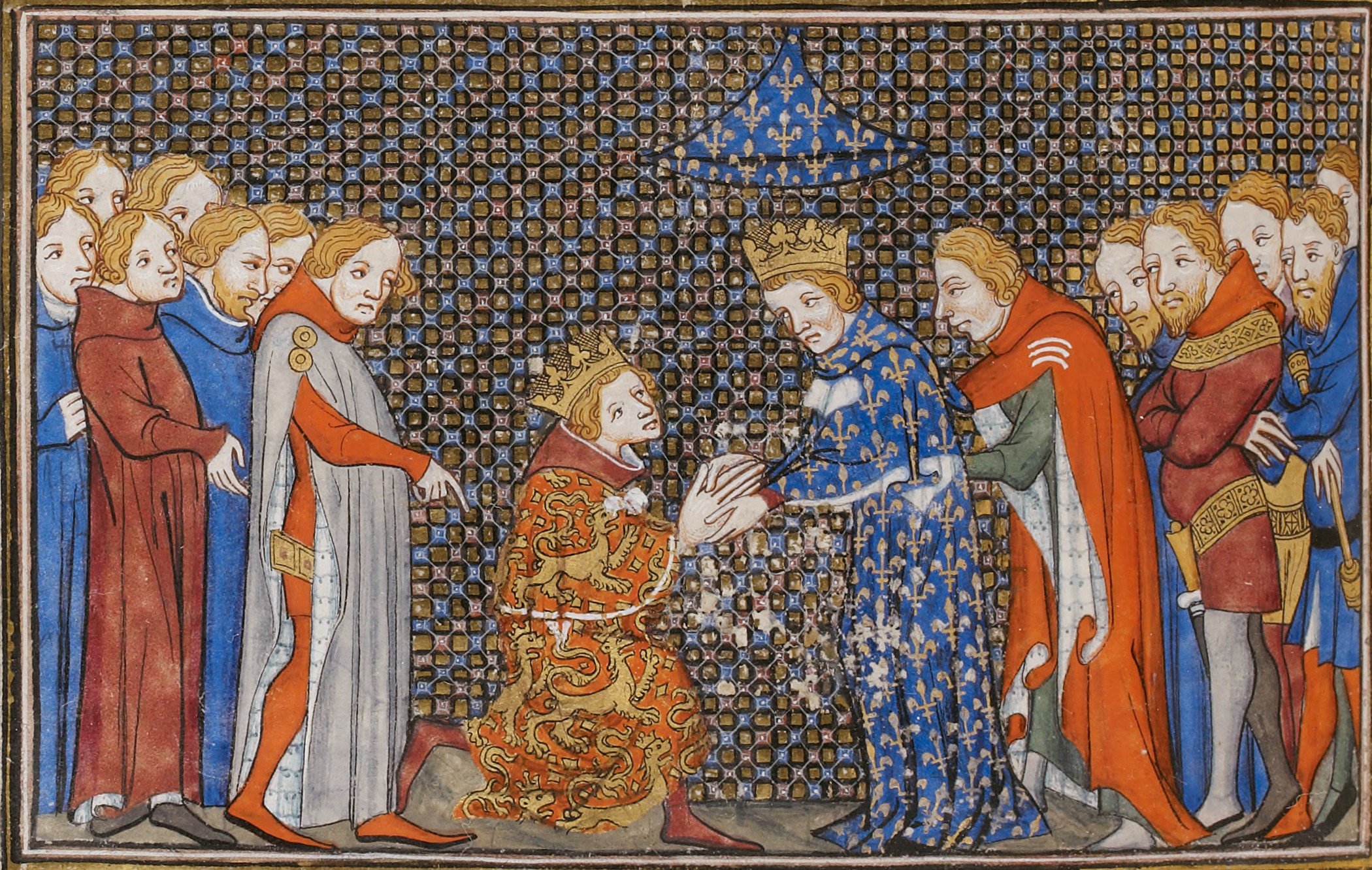
Hommage d'Édouard III en 1329, Chroniques de Jean Froissart, Paris, Bibliothèque nationale de France.

### Politique d'expansion à l'est

Royaume de France en 1328
Possessions de Charles de Navarre.
États pontificaux.
Territoires contrôlés par Édouard III.
Zone d'influence économique anglaise.
Zone d'influence culturelle française.

Depuis Saint Louis, la modernisation du système juridique attire dans la sphère culturelle française de nombreuses régions limitrophes. En particulier en terres d'Empire, les villes du Dauphiné ou du comté de Bourgogne recourent depuis saint Louis à la justice royale pour régler des litiges. Le roi envoie par exemple le bailli de Mâcon, qui intervient à Lyon pour régler des différends, comme le sénéchal de Beaucaire intervient à Viviers ou à Valence. Ainsi, la cour de Philippe VI est largement cosmopolite : beaucoup de seigneurs tels le connétable de Brienne ont des possessions à cheval sur plusieurs royaumes. Les rois de France élargissent l'influence culturelle du royaume en attirant à leur cour la noblesse de ces régions en lui allouant des rentes et en se livrant à une habile politique matrimoniale. Ainsi, les comtes de Savoie prêtent hommage au roi de France contre l'octroi de pensions. Jean de Luxembourg, dit « l'Aveugle », roi de Bohême, est un habitué de la cour de France tout comme son fils Venceslas, le futur empereur Charles IV.
En 1330, le conflit entre le pape Jean XXII et l'empereur Louis IV tourne à l'avantage du premier. Louis IV, excommunié, tente de nommer un antipape mais, se retrouvant discrédité, est obligé de quitter l'Italie où il n'a plus de soutien. Le roi de France y voit l'occasion d'étendre son royaume à l'est, et de prendre plus particulièrement le contrôle de l'axe rhodanien car il est l'une des principales voies de commerce entre l'Europe du Nord et la Méditerranée. Ainsi, le Dauphiné, la Provence ou le comté de Bourgogne sont fortement convoités par les rois de France.

#### Mariage de Jean le Bon
L'accession au trône de Philippe VI s'étant faite au détriment d'Édouard III, pourtant petit-fils de Philippe le Bel, le nouveau roi doit donc impérativement asseoir la légitimité de sa dynastie. À son avènement, au printemps 1328, Jean le Bon, alors âgé de neuf ans, est son seul fils vivant. En 1332, naît Charles de Navarre, prétendant plus direct qu'Édouard III à la couronne de France. Philippe VI décide donc de marier rapidement son fils — alors âgé de treize ans — pour nouer l'alliance matrimoniale la plus prestigieuse possible et de lui confier un apanage (la Normandie). Il envisage un temps de l'unir à Aliénor, sœur du roi d'Angleterre.
Mais, c'est à l'est que Philippe VI trouve une alliance matrimoniale prestigieuse. Jean de Luxembourg est le fils de l'empereur Henri VII, mais il a été évincé de l'élection impériale en raison de son jeune âge. Avide de projets grandioses, il est particulièrement dispendieux et chroniquement endetté. Il cadre parfaitement avec les projets d'expansion vers l'est du royaume de France aux dépens du Saint-Empire, lequel est au plus bas de sa puissance politique, et tout est fait de la part du monarque français pour le fidéliser : il est pensionné à la cour de France qu'il fréquente assidument. Le conflit entre le Saint-Empire et la papauté d'Avignon vient de tourner à l'avantage du pape Jean XXII et donne l'occasion à Philippe VI et Jean de Bohême de sceller leur alliance de manière bénéfique pour les deux parties. Le départ forcé de l'empereur Louis IV d'Italie permet au roi de Bohême Jean de Luxembourg de mettre la main sur plusieurs villes italiennes, ce qui le met en position forte pour régner sur un royaume guelfe en Italie du Nord subordonné à l'autorité pontificale équivalent au royaume de Naples pour l'Italie du Sud. Cela permettrait aussi de limiter les possibilités pour Robert d'Anjou, roi de Naples, de soumettre la papauté à un véritable protectorat. Pour ce faire, le roi de Bohême a besoin du soutien diplomatique du plus puissant souverain d'Occident : le roi de France.
En janvier 1332, Philippe VI invite Jean de Luxembourg pour lui proposer un traité d'alliance qui serait cimenté par le mariage d'une des filles du roi de Bohême avec son fils Jean. Le roi de Bohême, qui a des visées sur la Lombardie et a besoin du soutien diplomatique français, accepte cet accord. Les clauses militaires du traité de Fontainebleau stipulent qu'en cas de guerre, le roi de Bohême se joindrait à l'armée du roi de France avec quatre cents hommes d'armes si le conflit se déroule en Champagne ou dans l'Amiénois ; avec trois cents hommes, si le théâtre des opérations est plus éloigné. Les clauses politiques prévoient que la Couronne lombarde ne serait pas contestée au roi de Bohême s'il parvient à la conquérir ; et que, s'il peut disposer du royaume d'Arles, celui-ci reviendrait à la France. Par ailleurs, le traité entérine le statu quo concernant les avancées françaises en terre d'Empire. Le choix est laissé au roi de France entre les deux filles du roi de Bohême. Il choisit Bonne comme épouse car celle-ci, étant en âge de procréer (elle a 16 ans et sa sœur Anne 9), peut lui donner un fils. La dot est fixée à 120 000 florins.
Enfin la ville de Lucques est cédée au roi de France. Mais Robert d'Anjou, roi de Naples et comte de Provence, ne peut qu'être hostile à ce projet soutenu par Jean XXII. Surtout que les villes italiennes, ayant depuis longtemps goûté à leur indépendance, il n'est plus possible dans les faits de leur imposer leur soumission à un royaume guelfe comme c'est le cas en Italie du Sud. Guelfes et gibelins s'allient et créent une ligue à Ferrare qui met à mal les forces de Jean de Luxembourg et de Bertrand du Pouget. Brescia, Bergame, Modène et Pavie retombent à l'automne 1332 aux mains des Visconti. Jean de Luxembourg retourne en Bohême en 1333 et Bertrand du Pouget est chassé de Bologne par une insurrection en 1334.

## La marche à la guerre

### Causes du conflit
Alors que, sous l'effet des progrès des techniques agraires et des défrichements, la population s'accroît en Occident depuis le Xe siècle, il est atteint un seuil qui dépasse les capacités de productions agricoles dans certaines zones d'Europe dès la fin du XIIIe siècle. Avec le jeu des partages successoraux, les parcelles se réduisent : elles n'ont plus en 1310 que le tiers de leur superficie moyenne de 1240. Certaines régions comme les Flandres sont en surpopulation et essayent de gagner des terres cultivables sur la mer. Néanmoins, pour couvrir leurs besoins, elles optent pour une économie de commerce permettant d'importer les denrées agricoles. En Angleterre, dès 1279, 46 % des paysans ne disposent que d'une superficie cultivable inférieure à 5 hectares. Or, pour nourrir une famille de 5 personnes, il faut de 4  à   5 hectares. La population rurale s'appauvrit, le prix des produits agricoles baisse et les revenus fiscaux de la noblesse diminuent alors que la pression fiscale augmente et donc les tensions avec la population rurale. Beaucoup de paysans tentent donc leur chance comme saisonniers dans les villes pour des salaires très faibles engendrant aussi des tensions sociales en milieu urbain. Le refroidissement climatique provoque de mauvaises récoltes qui se traduisent du fait de la pression démographique en famines (lesquelles avaient disparu depuis le XIIe siècle) dans le Nord de l'Europe en 1314, 1315 et 1316 : Ypres perd 10 % de sa population et Bruges 5 % en 1316.
La noblesse doit compenser la diminution de ses revenus fonciers et la guerre en est un excellent moyen : par les rançons perçues après capture d'un adversaire, le pillage et l'augmentation des impôts justifiée par la guerre. C'est ainsi que la noblesse pousse à la guerre et particulièrement la noblesse anglaise dont les revenus fonciers sont les plus touchés. Philippe VI a besoin de renflouer les caisses de l'État et une guerre permettrait de lever des impôts exceptionnels.

### Le conflit écossais
En débarquant à la tête d'une armée privée le 6 août 1332 dans le comté de Fife au nord-ouest de l'Écosse, Édouard Balliol, le fils de l'ex-roi pro-anglais Jean Balliol, ravive le conflit anglo-écossais. Depuis 1296, profitant de la mort d'Alexandre III sans héritier mâle et d'une tentative de prise de contrôle par mariage, l'Angleterre considère l'Écosse comme un État vassal. Cependant, les Écossais ont contracté avec la France la Auld Alliance le 23 octobre 1295. Philippe le Bel joue des Écossais contre Édouard Ier d'Angleterre, à qui le fait d'avoir arbitré en faveur de Jean Balliol la difficile succession de Marguerite d'Écosse ne procurait même pas la fidélité de ce roi-vassal. Le roi de France était intervenu en faveur de Balliol, vaincu, et avait obtenu sa libération. William Wallace, chef des barons insurgés contre la tutelle anglaise, trouve refuge en France après sa défaite de 1298. Le chancelier Pierre Flote menace tout ensemble le pape Boniface VIII et les négociateurs anglais, lors d'une médiation du Saint-Siège, d'intervenir directement en Écosse si le roi d'Angleterre s'obstine à soutenir les insurgés flamands. Les années suivantes marquent un revirement, la paix franco-anglaise et la succession des princesses capétiennes sur le trône d'Angleterre dissuadent le roi de France d'interventions trop voyantes en faveur des rebelles écossais. En 1305, Philippe le Bel laisse prendre et exécuter Wallace. L'abcès de fixation que fut l'Écosse de Robert Bruce pour Édouard Ier d'Angleterre assura à la France une relative tranquillité. Conflits de frontières, brèves expéditions militaires, harcèlement sur le terrain se succèdent. Robert Bruce (futur Robert Ier d'Écosse) finit, lors de la bataille de Bannockburn en 1314, par écraser la chevalerie anglaise, pourtant très supérieure en nombre, grâce à ses piquiers qui, en fichant leurs lances dans le sol, peuvent briser les charges de cavalerie comme l'ont fait les Flamands contre les Français à la bataille de Courtrai. Ces formations de piquiers peuvent être utilisées de manière offensive à la manière des phalanges grecques (la formation serrée permet de cumuler l'énergie cinétique de tous les combattants qui peuvent renverser l'infanterie adverse) et ont disloqué les rangs anglais, leur infligeant une sévère défaite. En 1328, Robert Bruce est reconnu roi d'Écosse par le traité de Northampton. Mais à la mort de ce dernier en 1329 David II n'a que huit ans et l'occasion est belle pour Édouard Balliol de réclamer la couronne.
Après le désastre de Bannockburn, les Anglais prennent acte de la fin de la supériorité de la chevalerie sur les champs de bataille et mettent au point de nouvelles tactiques. Le roi Édouard Ier d'Angleterre instaure ainsi une loi qui incite les archers à s'entraîner le dimanche en bannissant l'usage des autres sports ; les Anglais deviennent ainsi habiles au maniement de l'arc long. Le bois utilisé est l'if (que l'Angleterre importe d'Italie) qui possède des qualités mécaniques supérieures à l'orme blanc des arcs gallois : les performances sont ainsi améliorées. Cette arme plus puissante peut être utilisée en tir massif à longue distance. Les Anglais adaptent leur manière de combattre en diminuant la cavalerie mais en utilisant plus d'archers et d'hommes d'armes à pied protégés des charges par des pieux plantés dans le sol (ces unités se déplacent à cheval mais combattent à pied),. Pour être efficace l'arc long doit être employé par une armée protégée et donc en position défensive. Il faut donc obliger l'adversaire à attaquer. Pour cela les Anglais utilisent en Écosse le principe de la chevauchée : l'armée déployée sur une grande largeur dévaste tout un territoire jusqu'à ce que l'adversaire soit obligé de l'attaquer pour mettre un terme au pillage. Utilisant ainsi un schéma tactique qui préfigure la bataille de Crécy, avec des hommes d'armes retranchés derrière des pieux fichés dans le sol et des archers disposés sur les flancs pour éviter que les projectiles ne ricochent sur les bassinets et armures profilés pour dévier les coups portés de face, Édouard Balliol écrase les Écossais pourtant très supérieurs en nombre, le 11 août 1332 à la bataille de Dupplin Moor. Après un autre succès, il est couronné roi d'Écosse à Scone le 24 septembre 1332. Édouard III n'a pas participé à la campagne mais, laissant faire, il n'ignore pas que le résultat lui est très favorable : il a un allié à la tête de l'Écosse.

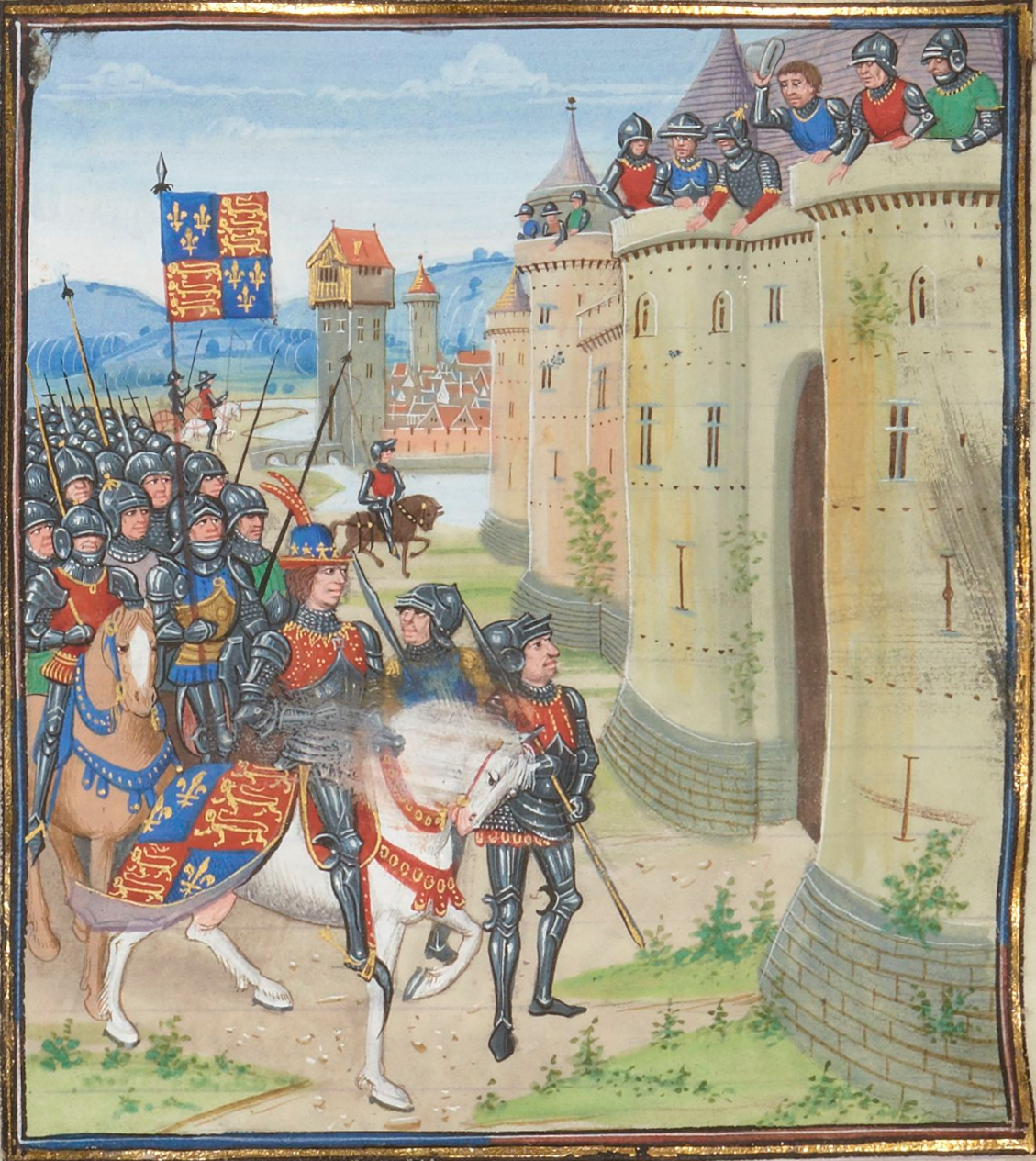
Édouard III devant Berwick, Chroniques de Jean Froissart, Paris, Bibliothèque nationale de France.

Les succès de Balliol ont montré la supériorité tactique conférée par l'arc long anglais, aussi quand celui-ci est renversé le 16 décembre 1332, Édouard III prend ouvertement les choses en main. Il révoque le traité de Northampton qui avait été signé durant la régence, renouvelant ainsi les prétentions de souveraineté anglaise sur l'Écosse et déclenchant la seconde guerre d'indépendance écossaise. Dans l'intention de regagner ce que l'Angleterre avait concédé, il assiège et reprend le contrôle de Berwick, puis il écrase l'armée de secours écossaise à la bataille de Halidon Hill en utilisant exactement la même tactique qu'à Dupplin Moor. Il fait preuve d'une extrême fermeté : tous les prisonniers sont exécutés. Édouard III est alors en position de mettre Édouard Balliol sur le trône d'Écosse. Ce dernier prête hommage au roi d'Angleterre en juin 1334 à Newcastle et lui cède 2 000 « librates » de terrains dans les comtés du Sud : les Lothians, le Roxburghshire, le Berwickshire, le Dumfriesshire, le Lanarkshire et le Peeblesshire.
La longueur du conflit écossais sert les desseins de Philippe VI, il laisse donc ses alliés traditionnels se débrouiller seuls. Il sait son pouvoir en France encore faible et ne peut risquer les troubles que provoqueraient la perte des approvisionnements en laine anglaise dont l'industrie drapante des grandes villes flamandes est friande. Le roi de France se contente donc d'observer. Philippe VI gagne la paix dans l'immédiat par sa prudence, mais à terme, il est perdant. Un David Bruce eût été plus utile puissant et avec des raisons d'être reconnaissant. Le pape Benoît XII voit dans le conflit anglo-écossais le principal risque de conflit européen, si le roi de France s'en mêle de nouveau, le comte de Namur, celui de Gueldre et celui de Juliers étant impliqués en Écosse par les contingents qu'ils mettent à disposition d'Édouard III. De plus, les marins de Dieppe et de Rouen se risquent à la course contre ceux de Southampton. On peut raisonnablement situer la prochaine guerre autour de la Manche, et non vers Saint-Sardos, où les barons font traîner les pourparlers avec la mauvaise volonté la plus évidente. Cela fait le jeu de Philippe VI qui accueille David II en mai 1334 et l'installe avec sa cour dans le glacial Château-Gaillard. Ce qui compte n'est pas le succès des Écossais, mais la menace qu'ils font peser sur l'Angleterre. Édouard III tente d'apaiser le roi de France et d'obtenir rétrocession des terres saisies par Charles IV en Aquitaine, mais Philippe exige en échange le rétablissement de David II : les questions de Guyenne et d'Écosse sont désormais liées. En dépit des victoires de Dupplin et Halidon, les forces de David Bruce commencent bientôt à se ressaisir. Dès juillet 1334 Édouard Balliol doit fuir à Berwick et demander l'aide d'Édouard III. Grâce à une taxe obtenue du Parlement et à un emprunt auprès de la banque Bardi, il relance une campagne écossaise. Il lance une chevauchée dévastatrice mais les Écossais ont compris la leçon. Ils évitent les batailles rangées et lui opposent la tactique de la terre déserte. L'occupation des Plantagenêts est mise en danger et les forces de Balliol perdent rapidement du terrain. Édouard lève alors une armée de 13 000 hommes qui s'engage dans une deuxième campagne stérile. Les Français montent un corps expéditionnaire de 6 000 hommes et livrent une guerre de course dans la Manche. Édouard III licencie son armée à l'automne. Fin de l'année 1335, les Écossais indépendantistes menés par sir Andrew Murray livrent bataille à Culblean contre un partisan d'Édouard Balliol. Ils feignent de fuir et les Anglais chargent en quittant leur position défensive. Ils subissent alors une charge de flanc et se débandent.
En 1336, Philippe VI, sentant son pouvoir plus assuré, prend des initiatives. En mars, il est à Avignon où le pape Benoît XII, qui commence à bâtir la célèbre forteresse, refuse de lancer la croisade tant voulue par le roi de France, jugeant l'opération impossible étant donné les divisions nombreuses en Occident. Ce dernier, vexé (on lui avait promis le commandement de la croisade) fait passer la flotte française de Méditerranée en mer du Nord. L'Angleterre tremble. Édouard III met ses côtes en état d'alerte. Les shérifs arment de toute urgence tous les hommes de seize à soixante ans. Le Parlement vote un subside sans se faire prier. Benoît XII avait déjà retenu le roi de France sur le chemin de la croisade, il s'efforce de le retenir également sur celui de l'Écosse. 
Le roi de France ignore la leçon et ses ambassadeurs tiennent en Angleterre une conférence avec ceux de David Bruce et une délégation de barons écossais. On y parle de guerre. Édouard III, informé, ne se fait plus d'illusions, son cousin se pose en ennemi. Benoît XII impose à nouveau sa médiation, et calme difficilement les ardeurs de Philippe. Il empêche également l'empereur Louis de Bavière de former contre la France une coalition avec Édouard III. L'équilibre est fragile et la course aux armements reprend de plus belle, gênée par le manque d'argent de chacune des parties. Avec le concours de son principal conseiller Miles de Noyers, Philippe VI s'assure le soutien de quelques États (Gênes, Castille, Montferrat) et achète des places fortes au nord et à l'est du Royaume.
À cette époque, en 1336, le frère d'Édouard III, Jean d'Eltham, comte de Cornouailles, meurt. Dans son ouvrage Gestia annalia, l'historien Jean de Fordun accuse Édouard d'avoir tué son frère dans une querelle à Perth. Bien qu'Édouard III alloue une très large armée aux opérations écossaises, la vaste majorité de l'Écosse a été reconquise par les forces de David II en 1337, laissant uniquement quelques châteaux tels qu'Édimbourg, Roxburgh et Stirling aux mains des Plantagenêts. Une médiation papale tente d'obtenir la paix : on propose que Balliol reste roi jusqu'à sa mort et qu'il soit ensuite remplacé par David Bruce. Ce dernier refuse à l'instigation de Philippe VI. Au printemps de 1337, la guerre franco-anglaise semble inévitable.
Les quelques places fortes encore sous contrôle sont insuffisantes pour imposer la loi d'Édouard et dans les années 1338-1339, il passe d'une stratégie de conquête à une stratégie de défense des acquis. Édouard doit faire face à des problèmes militaires sur deux fronts ; la lutte pour le trône de France n'est pas d'une moindre importance. Les Français représentent un problème dans trois domaines : premièrement, ils pourvoient un support constant aux Écossais par le biais d'une alliance franco-écossaise. Ensuite, les Français attaquent régulièrement plusieurs villes côtières anglaises, initiant les rumeurs d'une invasion massive en Angleterre. En effet, Philippe VI monte une expédition de 20 000 hommes d'armes et 5 000 arbalétriers. Mais pour transférer une telle force il doit louer des galères génoises. Édouard III, mis au courant par des espions, empêche le projet en payant les Génois pour neutraliser leur flotte : Philippe VI n'a pas les moyens de surenchérir.

## Débuts de la guerre de Cent Ans

### La course aux alliances
À la Toussaint 1337, l'évêque de Lincoln, Henry Burghersh, arrive, porteur d'un message du roi d'Angleterre adressé à « Philippe de Valois, qui se dit roi de France ». C'est une rupture de l'hommage et une déclaration de guerre.
Depuis le vote des subsides par le Parlement anglais réuni à Nottingham un an plus tôt, la marche à la guerre avait été rapide. Le roi Édouard III d'Angleterre avait armé une flotte et envoyé des armes en Guyenne. Il avait, à la fin de l'année 1336, décrété l'interdiction de la vente de laines anglaises à destination de la Flandre et accordait en février 1337 des privilèges aux ouvriers étrangers qui viendraient s'établir dans les villes anglaises, pour forcer les villes drapantes (Ypres, Gand, Bruges, Lille) à choisir entre ses fournisseurs anglais et ses clients français. L'importation de draps étrangers est interdite. L'Angleterre veut donner l'impression de se préparer à vivre sans la Flandre. Édouard III jouait également sur les rivalités entre les provinces du Nord. Il favorise les exportations anglaises vers le Brabant, la draperie de Malines et de Bruxelles commençant à rivaliser efficacement avec celle des grands centres traditionnels de Flandre. Le Brabant reçoit 30 000 sacs de laine à la seule condition de n'en rien céder aux cités flamandes. Le roi d'Angleterre récompensait également la fermeté du duc de Brabant, Jean III, face aux observations du roi de France au temps où Robert d'Artois était en exil sur ses terres. La diplomatie du sterling se déploie aux confins occidentaux du Saint-Empire romain germanique contre le roi de France. Des ambassadeurs anglais tiennent à Valenciennes, aux portes du royaume, une bourse aux alliances où se monnaie la haine du Valois. Le roi de France masse de son côté sa flotte en Normandie et relance contre Édouard III la résistance des Écossais. Le 24 mai 1337, ayant refusé de déférer à la citation, Édouard III est condamné à la saisie de son duché. Le pape Benoît XII obtient du roi de France un sursis à l'exécution de la saisie. Philippe VI promet de n'occuper le duché de Guyenne que l'année suivante. La réplique d'Édouard III fut le défi porté par Henry Burghersh, l'évêque de Lincoln.
Les cités flamandes et le Brabant optent donc pour l'alliance anglaise, entraînant avec eux le Hainaut, qui après un temps d'hésitation, se décide pour ne pas se trouver inutilement isolé. De plus, Édouard III, époux de Philippa de Hainaut, est gendre du comte. Comme Guillaume Ier de Hainaut est également comte de Hollande et de Zélande, la Flandre se trouve entourée du côté de l'Empire, de la mer du Nord à la frontière française, par un État résolument hostile au Valois. Les principautés rhénanes complètent la coalition ; Juliers, Limbourg, Clèves et quelques autres cèdent à la politique du sterling. Philippe VI ne peut, lui, compter dans cette région que sur les survivances d'une influence française qui connut son apogée sous Louis IX de France et Philippe IV le Bel. Le comte de Flandre n'est pas fiable car son comté lui échappe. L'évêque de Liège et la ville de Cambrai permettent tout juste de balancer l'influence de leurs trop puissants voisins de Brabant et de Hainaut. Le roi de France a finalement peu à espérer au nord.
Le jeu est plus subtil du côté de l'empereur Louis de Bavière, excommunié et schismatique. Pour survivre, lui si affaibli, il doit donc disloquer l'entente des princes chrétiens et met son alliance aux enchères. En août 1337, il finit par vendre son adhésion aux Plantagenêt. Édouard III obtient même de l'empereur le titre de « vicaire impérial en Basse-Germanie » qui en fait le représentant officiel de l'autorité impériale sur le Rhin et sur la Meuse. L'affaire se fête en septembre 1338 à Coblence lors de réjouissances magnifiques organisées par l'empereur mais financées par le roi d'Angleterre. Cela devrait automatiquement entraîner le soutien du pape au roi de France mais Benoît XII tergiverse, se contentant de protester contre cette alliance, espérant toujours imposer sa médiation. Le roi d'Angleterre le forcera à se décider lorsqu'il rappellera en juillet 1338 ses ambassadeurs en Avignon. Édouard se croit tout permis. Il reçoit à Coblence l'hommage des vassaux de l'Empire, à l'exception de l'évêque de Liège. Il noue des relations avec le comte de Genève et le comte de Savoie. Le duc de Bourgogne lui-même, toujours amer du choix dynastique de 1328, prête une oreille complaisante aux propos du Plantagenêt. Édouard III passe commande d'une couronne fleurdelisée, il se voit déjà à Reims.
Les alliances de Philippe VI sont moins nombreuses mais plus solides et donc plus utiles sur le long terme. Des distributions de rente sur le Trésor ont acquis au Valois les comtes de Genève et de Savoie tentés par l'alliance anglaise, tout comme le comte de Vaudémont et celui de Deux-Ponts (de). Jean l'Aveugle, comte de Luxembourg et roi de Bohême, un habitué de la cour de France, se range dans le camp français, entraînant avec lui son gendre, le duc de Basse-Bavière. Gênes s'engage à fournir des navires et des arbalétriers expérimentés. Le Habsbourg marque sa sympathie. Mais le plus grand succès de l'activité diplomatique française, menée par Miles de Noyers, est l'alliance du roi de Castille obtenue en décembre 1336. Alphonse XI promet au roi de France un appui maritime qui se révèlera très utile sur l'Atlantique. En effet, marins gascons et anglais d'un côté et marins français et bretons de l'autre combattent à toute occasion, sur mer ou à quai. Quatre ans plus tard, on verra le renfort des navires castillans jusqu'en mer du Nord.

### Offensive en Aquitaine
Au début de la guerre de Cent Ans, constatant l'inefficacité de la campagne qu'il a confié à Raoul II de Brienne, Philippe VI se tourne vers Jean Ier de Bohême. En effet, le connétable de France, ayant commis l'erreur de diviser ses troupes pour tenter de prendre les forteresses gasconnes, se retrouve enlisé depuis le printemps 1338 dans des sièges interminables alors que les Anglais ont très peu d'hommes. Jean de Bohême se voit adjoindre Gaston II de Foix-Béarn (qui reçoit en échange quelques seigneuries) et deux mercenaires savoyards : Pierre de la Palu et Le Galois de La Baume. Le roi alloue 45 000 livres par mois à cette force qui compte 12 000 hommes. Considérant qu'il va s'agir de prendre les forteresses gasconnes les unes après les autres sans espoir de les affamer, on recrute un corps de sapeurs-mineurs allemands et on équipe cette armée de quelques bombardes. Le succès est rapide : les places fortes de Penne, Castelgaillard, Puyguilhem, Blaye et Bourg sont prises. L'objectif n'est pas loin d'être atteint quand l'armée met le siège devant Bordeaux en juillet 1339. Mais la ville résiste, une porte est prise, mais les assaillants sont repoussés avec difficulté. Le problème du ravitaillement de 12 000 hommes se révèle insoluble, les ressources locales sont épuisées. Des troupes sont prélevées pour aller combattre dans le Nord. Le siège est levé le 19 juillet 1339.

### Chevauchée d'ÉdouardIIIen 1339
L'armée de Philippe ayant lancé son offensive victorieuse en Aquitaine et Édouard III étant sous la menace d'un débarquement français en Angleterre, ce dernier décide de porter la guerre en Flandre. Il s'est assuré l'alliance des villes flamandes qui ont besoin de la laine anglaise pour faire tourner leur économie, mais aussi de l'empereur et des princes de la région qui voient d'un mauvais œil les avancées françaises en terres d'empire. Parmi ces princes du Nord, non des moindres, se rencontrent Guillaume Ier (d'Avesnes), comte de Hainaut, le duc de Brabant, le duc de Gueldre, l'archevêque de Cologne et le comte (marquis ?) de Juliers. Ces alliances se sont faites sous la promesse de compensations financières de la part du roi d'Angleterre. Aussi quand il débarque le 22 juillet 1338 à Anvers, à la tête de 1 400 hommes d'armes et 3 000 archers, ses alliés s'empressent de lui demander d'acquitter ses dettes plutôt que de lui fournir les contingents prévus. Le roi d'Angleterre passe l'hiver en Brabant à négocier avec ses créanciers. Pour neutraliser les troupes du roi de France arrivées à Amiens le 24 août, il lance des négociations que mènent l'archevêque de Cantorbéry et l'évêque de Durham. La manœuvre ayant réussi, le roi de France doit renvoyer sa considérable armée.
Mais ce statu quo, lequel va durer près d'une année, mécontente les contribuables des deux camps qui se saignent pour financer des armées qui se regardent en chiens de faïence. Au cours de l'été 1339, c'est Édouard III qui lance l'offensive. Ayant reçu des renforts d'Angleterre, et ayant réussi à garantir ses dettes vis-à-vis de ses alliés, il marche avec eux sur Cambrai (ville d'Empire mais dont l'évêque s'est rangé du côté de Philippe VI) fin septembre 1339. Cherchant à provoquer une bataille rangée avec les Français, il pille tout sur son passage, mais Philippe VI ne bouge pas. Le 9 octobre, commençant à épuiser les ressources locales, le roi d'Angleterre doit se décider à livrer bataille. Il oblique donc vers le sud-ouest et traverse le Cambrésis en brûlant et tuant tout sur son passage : 55 villages du diocèse de Noyon sont rasés. Pendant ce temps, Philippe VI a fait réunir son ost et arrive jusqu'à Buironfosse. Les deux armées marchent alors l'une vers l'autre et se rencontrent une première fois près de Péronne. Édouard a 12 000 hommes et Philippe 25 000. Le roi d'Angleterre, trouvant le terrain défavorable, se retire. Philippe VI lui propose de se rencontrer le 21 ou 22 octobre en terrain découvert où leurs armées pourront en découdre selon les règles de chevalerie. Édouard III l'attend près du village de La Capelle où il a établi son camp en terrain favorable, retranché derrière pieux et fossés, ses archers positionnés sur les ailes. Le roi de France, estimant qu'une charge de cavalerie serait suicidaire, se retranche aussi, laissant l'honneur aux Anglais d'attaquer. Le 23 octobre 1339, faute que l'un des deux adversaires prenne l'initiative, les deux armées rentrent chez elles. La chevalerie française qui comptait se financer sur les rançons demandées aux éventuels prisonniers faits au cours des combats gronde et accuse Philippe VI de « renardie ».

### Enlisement du conflit
La conduite de la guerre de Philippe VI engendre de nombreux mécontentements. Faute de pouvoir lever suffisamment d'impôts pour soutenir l'effort de guerre autant que son administration et les pensions et exemptions de plus en plus importantes qu'il alloue aux seigneurs qu'il craint voir basculer dans le camp anglais, il a recours à de fréquentes mutations monétaires qui entraînent de l'inflation : la teneur en métaux nobles de la monnaie est confidentiellement diminuée. Il gouverne avec un conseil restreint constitué de parents proches, ce qui mécontente les princes exclus de la sphère dirigeante. Sa stratégie qui consiste à éviter les batailles rangées est décriée par la chevalerie qui espère beaucoup des rançons versées par d'éventuels prisonniers. Quant à Édouard III, s'il est ruiné, il intéresse les féodaux par une politique visant à s'attirer les bonnes grâces des vassaux gascons du roi de France. Fin 1339, Oliver Ingham, sénéchal de Bordeaux, réussit à tirer dans son camp Bernard-Ezy V, sire d'Albret, qui entraîne avec lui de nombreux seigneurs. Édouard III le désigne comme lieutenant en Aquitaine. À la tête de troupes gasconnes, il progresse vers l'est prenant Sainte-Bazeille sur la Garonne et assiège Condom. Son avancée culmine en septembre 1340 mais Pierre de la Palu, le sénéchal de Toulouse, mène alors une contre-offensive qui l'oblige à lever le siège. Dans la foulée toutes les villes sont reprises.
L'année 1340 n'est pas plus favorable à Édouard III sur le front écossais : la guérilla des partisans de David Bruce s'intensifie et des raids sont menés sur le Northumberland. William Douglas, lord de Liddesdale, s'empare d'Édimbourg et David Bruce rentre d'exil en juin 1341.
Édouard III, qui n'a négocié la trêve d'Esplechin que pour gagner du temps au moment où l'évolution du conflit lui est défavorable (il n'a aucune confiance dans la médiation papale qu'il juge complètement pro-française), reprend les hostilités et prend Bourg en août 1341 alors que la tension monte entre Philippe VI et Jacques III de Majorque, ce dernier refusant de prêter hommage au roi de France pour la ville de Montpellier.

### Guerre de Succession de Bretagne
Le 30 avril 1341, meurt le duc Jean III de Bretagne, sans descendance malgré trois mariages, avec Isabelle de Valois, Isabelle de Castille et Jeanne de Savoie, et sans avoir désigné son successeur. Les prétendants sont, d'une part, Jeanne de Penthièvre, fille de son frère Guy de Penthièvre, mariée depuis 1337 à Charles de Blois, parent du roi et, d'autre part, Jean de Montfort, comte de Montfort-l'Amaury, demi-frère du défunt duc, fils du second mariage d'Arthur II de Bretagne avec Yolande de Dreux, comtesse de Montfort-l'Amaury.

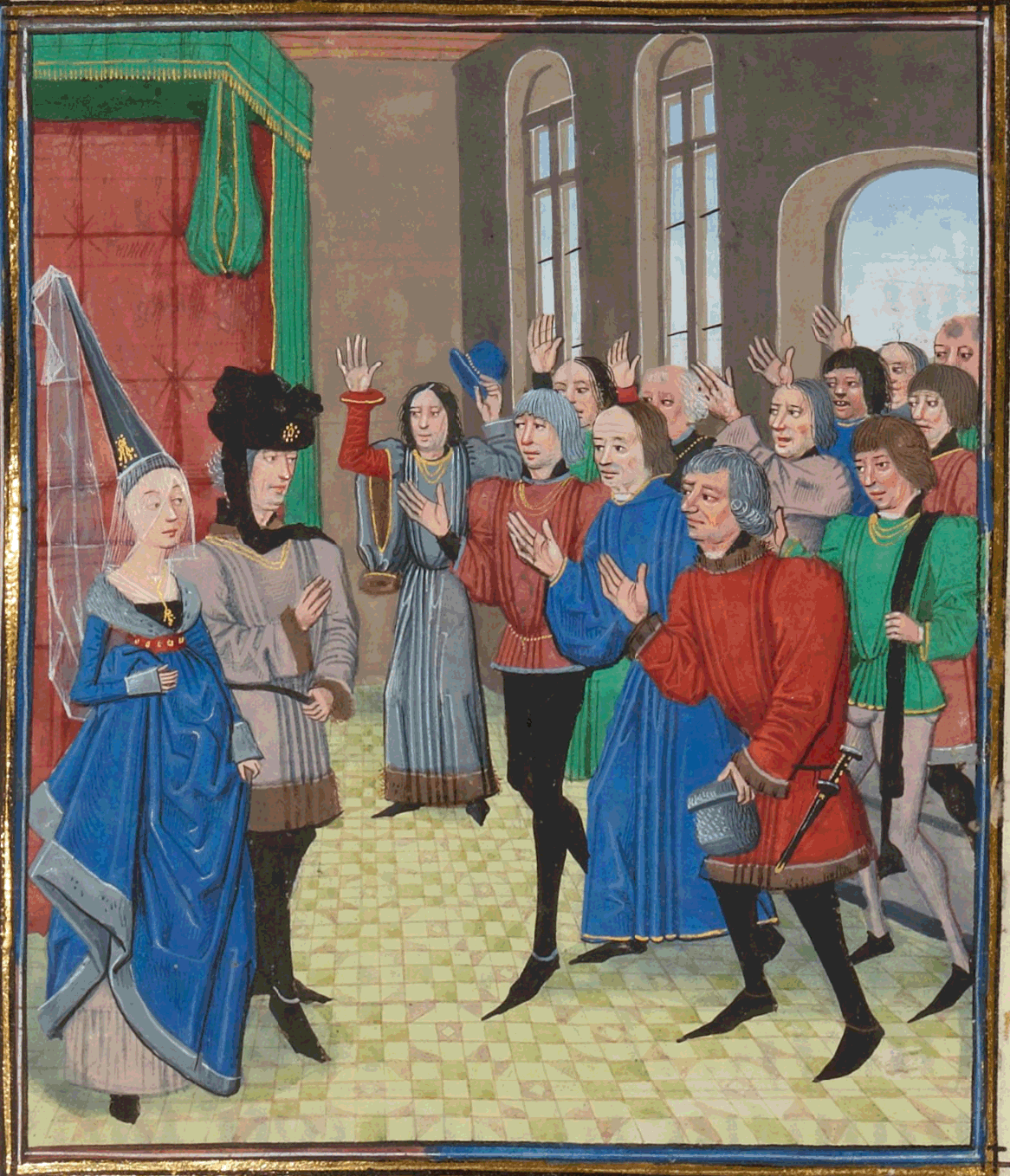
Les Nantais rendent hommage à Jean de Montfort, Chroniques de Jean Froissart, Paris, Bibliothèque nationale de France.

En mai 1341, sentant que le verdict serait en faveur de Charles de Blois, proche parent du roi, Jean de Montfort, poussé par sa femme, Jeanne de Flandre, prend les devants : il s'installe à Nantes, la capitale ducale et s'empare du trésor ducal à Limoges, ville dont Jean III avait été le vicomte. Il convoque les grands vassaux bretons pour se faire reconnaître comme duc mais la majorité ne vient pas (beaucoup d'entre eux ont aussi des possessions en France qu'ils risqueraient de se voir confisquer s'ils s'opposaient au roi).
Dans les mois qui suivent (juin-juillet), il effectue une grande chevauchée dans son duché pour s'assurer le contrôle des places fortes (Rennes, Malestroit, Vannes, Quimperlé, La Roche-Piriou, Quimper, Brest, Saint-Brieuc, Dinan et Mauron avant de rentrer à Nantes). Il parvient à prendre le contrôle d'une vingtaine de places.

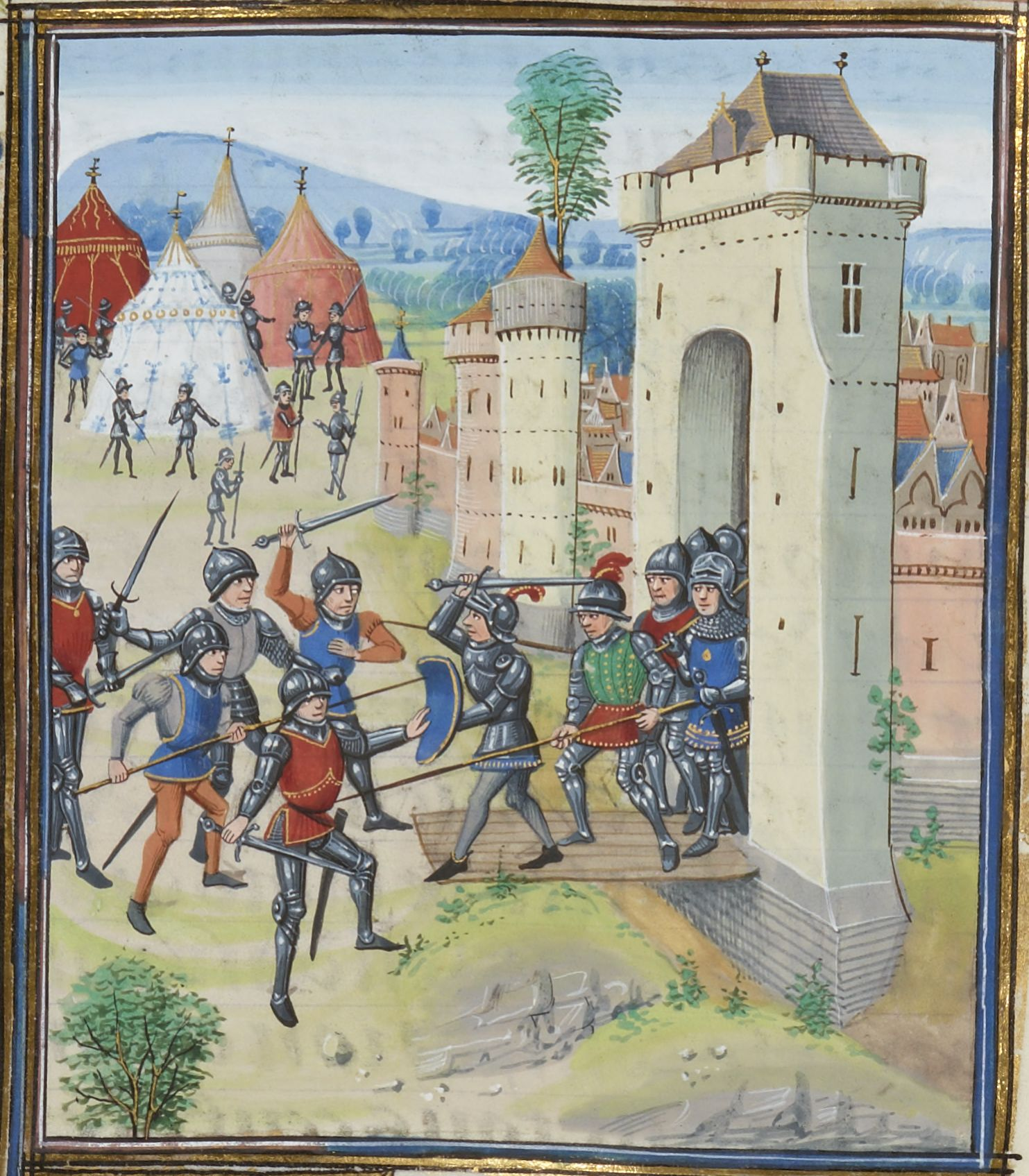
Siège de Hennebont par Charles de Blois, Chroniques de Jean Froissart, Paris, Bibliothèque nationale de France.

Jean de Montfort ayant pris possession de toutes les places fortes du duché au printemps 1341 et ayant donné l'hommage lige à Édouard III, il faut mettre effectivement Charles de Blois en possession du duché. Philippe VI convoque donc une armée de 7 000 hommes renforcée de mercenaires génois à Angers pour le 26 septembre 1341. Jean le Bon, duc de Normandie est mis à la tête de l'expédition, flanqué de Miles de Noyer, du duc de Bourgogne et de Charles de Blois. L'armée quitte Angers début octobre 1341, bouscule Jean de Montfort à L'Humeau, puis assiège Nantes où il s'est réfugié. Il enlève la forteresse de Champtoceaux qui, sur la rive gauche de la Loire, verrouille l'accès de Nantes. Édouard III qui vient de prolonger la trêve d'Esplechin ne peut intervenir. La ville capitule au bout d'une semaine, début novembre 1341. Jean de Montfort se rend sur parole au fils du roi de France le 21 novembre et lui remet sa capitale. Il reçoit un sauf-conduit pour se rendre à Paris pour plaider sa cause mais il y est arrêté et incarcéré au Louvre en décembre 1341. Privé de son chef et du soutien des grandes familles bretonnes, le parti monfortiste devait s'effondrer. Avec l'hiver le duc de Normandie achève la campagne sans avoir annihilé les derniers obstacles : pensant avoir réglé l'affaire en s'assurant de la personne de Jean de Montfort, il rentre à Paris. C'est compter sans Jeanne de Flandre, épouse de Jean de Montfort, qui ranime la flamme de la résistance et rallie ses partisans à Vannes. Elle se retranche à Hennebont, envoie son fils en Angleterre et conclut un traité d'alliance avec Édouard III en janvier 1342. Soucieux d'ouvrir un nouveau front susceptible d'alléger la pression française en Guyenne et de limiter le nombre de troupes qui peuvent être envoyées en soutien des Écossais, Édouard III se décide à répondre favorablement aux demandes d'assistance militaire de Jeanne de Flandre. Le roi d'Angleterre n'a pas un sou pour payer une expédition : c'est donc le trésor ducal breton qui va la financer. Il ne peut envoyer en avril 1342 que 34 hommes d'armes et 200 archers. Entretemps les Français ont pris Rennes et assiègent Hennebont, Vannes et Auray qui résistent. Charles de Blois est contraint de lever le camp en juin 1342 devant l'arrivée de Wauthier de Masny et Robert d'Artois à la tête de troupes anglaises. En juillet 1342, de forts renforts français arrivent, Jeanne de Flandre doit fuir et se retrouve assiégée dans Brest. Mais le 15 août, le gros des troupes anglaises arrive enfin à Brest avec 260 bateaux et 1 350 combattants. Charles de Blois se replie vers Morlaix et s'y retrouve assiégé par Robert d'Artois qui espère ouvrir aux Anglais un deuxième port au nord de la Bretagne. Les Anglais tentent de prendre Rennes et Nantes, mais ils doivent se contenter de saccager Dinan et de mettre le siège devant Vannes, ville devant laquelle Robert d'Artois est grièvement blessé. Les Français, qui les attendaient à Calais, avaient retiré leurs forces du fait des succès de Charles de Blois. Le 30 septembre, les forces de ce dernier subissent de sérieuses pertes près de Lanmeur.
Une armée française aux ordres, une nouvelle fois, du duc de Normandie, est rassemblée pour faire face. Mais Jean de Montfort étant prisonnier et Jeanne de Flandre ayant sombré dans la folie, une trêve est signée le 19 janvier 1343. De fait les Anglais occupent et administrent les places fortes encore fidèles à Jean de Montfort. Une importante garnison anglaise va occuper Brest. Vannes sera administrée par le pape. Le conflit nullement réglé va se prolonger 22 ans et permettre aux Anglais de prendre durablement pied en Bretagne.
La trêve de Malestroit en janvier 1343 conduit au renvoi de nombreux mercenaires qui forment les premières Grandes Compagnies. Ces dernières agissent en Languedoc comme la Société de la Folie qui sévit dans les environs de Nîmes ou encore les bandes anglaises ou bretonnes non soldées qui rançonnent les populations et enfoncent du même coup le duché de Bretagne dans l'anarchie.

### Campagne de Lancastre en Aquitaine
Le tournant de la guerre se joue sur le plan financier. Mettant à profit la trêve de Malestroit, Édouard réussit à convaincre le Parlement qu'il n'est pas possible de remporter cette guerre sans envoyer des forces considérables contre l'ennemi. Il a déployé d'importants efforts de propagande pour convaincre la population de la menace que fait peser sur elle le roi de France. Le Parlement lui vote en juin 1344 un impôt sur deux ans : de quoi réunir deux armées très bien équipées pour mener des campagnes décisives en Aquitaine et dans le Nord de la France, et de plus petits contingents pour peser sur la guerre de Succession de Bretagne.
Début août 1345, le comte Henry de Lancastre débarque à Bordeaux avec 500 hommes d'armes, 1 000 archers et 500 fantassins gallois. Il a le titre de lieutenant pour l'Aquitaine et toute liberté d'action. Son premier objectif : neutraliser Bergerac d'où partent régulièrement des raids dévastateurs. La ville est prise dès le mois d'août. Il y fait des centaines de prisonniers qui sont mis à rançon. Renforcé de troupes gasconnes et des troupes de Stafford (son armée compte 2 000 hommes d'armes et 5 000 archers et fantassins), il assiège Périgueux. Jean le Bon, chargé de la défense de l'Aquitaine, envoie le comte de Valentinois, Louis de Poitiers, avec 3 000 hommes d'armes et 6 000 fantassins secourir la ville. Mais à quinze kilomètres de Périgueux, Louis de Poitiers s'arrête pour assiéger le château d'Auberoche. Il y est surpris par Henry de Lancastre le 21 octobre, l'armée française est défaite et les Anglais font une nouvelle fois de nombreux prisonniers. Fort de ce succès, Henry de Lancastre prend plusieurs bastides, nettoyant de ses garnisons françaises l'espace compris entre la Dordogne et la Garonne, puis il met le siège devant La Réole. La ville est prise dès le 8 novembre, mais la citadelle résiste : elle promet de se rendre si aucun secours n'arrive dans les cinq semaines. Jean le Bon, lui, ne bouge pas, une grande partie de son armée a été défaite à Auberoche et il a licencié le reste. La Réole mais aussi Langon et Sainte-Bazeille font de même, en janvier 1346. Cela a un effet catastrophique : devant l'inertie des Français, de nombreux seigneurs gascons changent de camp, comme les puissantes familles Durfort et Duras, les communautés locales organisent leur propre défense et refusent donc de payer les impôts royaux. De ce fait la souveraineté française sur l'Aquitaine recule, laissant place à l'action des Grandes Compagnies et aux guerres privées, ce qui accentue le phénomène. D'autre part, les prisonniers de Bergerac et d'Auberoche rapportent près de 70 000 livres de rançon à Henry de Lancastre et ses lieutenants ne sont pas en reste : on prend conscience en Angleterre que la guerre en France peut être rentable, ce qui suscite nombre de vocations. Aiguillon chute début 1346, Philippe VI se décide enfin à agir : il doit trouver des finances pour monter une armée. Il obtient avec grande difficulté des finances des États de langue d'oïl et de langue d'oc, il emprunte aux banques italiennes de Paris et surtout il reçoit le soutien du pape qui l'autorise à prélever 10 % des revenus ecclésiastiques du royaume et lui prête 33 000 florins. Il recrute des mercenaires en Aragon et en Italie. Son fils Jean se retrouve à la tête de 15 000 hommes dont 1 400 Génois. Il commence la campagne d'Aquitaine en assiégeant Aiguillon le 1er août. La place au confluent de la Garonne et du Lot est extrêmement bien fortifiée et tenue par une solide garnison de 600 archers et 300 hommes d'armes. Jean fait le serment de ne pas quitter les lieux avant d'avoir pris la ville. Il emploie les grands moyens : réseau de tranchées pour protéger l'approche et les arrières, construction de ponts sur la Garonne et le Lot pour bloquer le ravitaillement de la ville. Mais, le siège piétine et ce sont bientôt ses propres forces qui se retrouvent affamées, d'autant que les assiégés ont fait main basse sur le ravitaillement des assiégeants au cours de sorties audacieuses. Fin août 1346, il doit lever le siège : Édouard III a attaqué au nord du Royaume et Philippe VI a besoin de lui.

### Défaites terrestres
Les Anglais se faisant menaçants, Philippe pousse le roi David II d'Écosse à envahir l'Angleterre par le nord, théoriquement peu défendue étant donné qu'Édouard prépare au sud l'invasion de la France. David II est battu et capturé à Neville's Cross le 17 octobre 1346. Pendant ce temps, Édouard III d'Angleterre débarque en Normandie en juillet 1346 et effectue une razzia systématique des régions françaises traversées.
Les deux armées se rencontrent à Crécy le 26 août 1346. Les Français sont plus nombreux, mais l'armée française, comptant sur sa puissante chevalerie, affronte une armée anglaise composée d'archers et de fantassins en cours de professionnalisation. Confrontée à la baisse de ses revenus fonciers, la noblesse compte se renflouer avec les rançons demandées en échange des chevaliers adverses capturés. Elle est échaudée par les dérobades de Philippe VI qui, conscient de la supériorité tactique anglaise conférée par l'arc long, a préféré plusieurs fois renoncer au combat plutôt que de risquer une défaite. Le roi n'a plus le charisme et la crédibilité nécessaires pour tenir ses troupes. Dès lors, chacun veut atteindre le plus vite possible l'ennemi anglais afin de se tailler la part du lion ; personne n'obéit aux ordres du roi Philippe VI qui, emporté par le mouvement, est contraint de se lancer à corps perdu dans la bataille. Gênés dans leur progression par leurs propres piétons et les arbalétriers mercenaires génois mis en déroute par la pluie de flèches anglaises, les chevaliers français sont obligés d'en découdre avec leurs propres hommes. C'est un désastre du côté français où Philippe VI de Valois s'illustre par son incompétence militaire. Les chevaliers français chargent par vagues successives le mont de Crécy, mais leurs montures (à l'époque non ou peu protégées) sont massacrées par les pluies de flèches décochées par les archers anglais abrités derrière des rangées de pieux. Peinant à se relever de leur chute, les chevaliers français, lourdement engoncés dans leurs armures, sont des proies faciles pour les fantassins qui n'ont plus qu'à les achever.

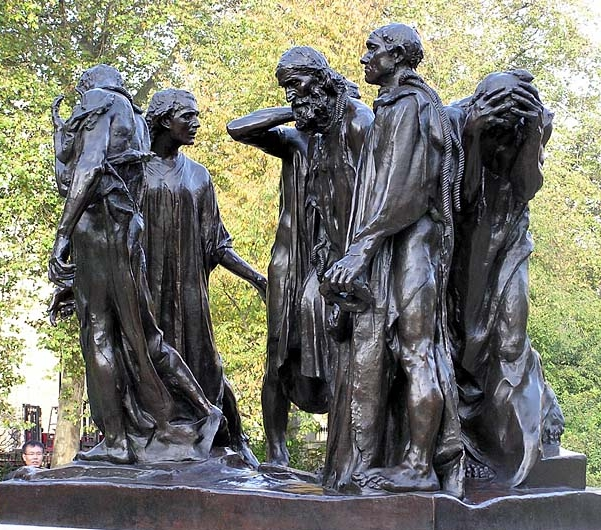
Les Bourgeois de Calais, Auguste Rodin, Londres, Victoria Tower Gardens.

L'armée française anéantie, Édouard III remonte vers le nord et met le siège devant Calais. Avec une armée de secours, le roi de France essaie bien de lever le blocus de la ville, mais n'ose pas affronter Édouard III. C'est dans de dramatiques circonstances, au cours desquelles les célèbres bourgeois de Calais remettent les clés de leur ville aux assiégeants, que Calais passe sous domination anglaise, laquelle va durer jusqu'au XVIe siècle. Philippe VI négocie une trêve avec Édouard III, qui, en position de force, obtient la souveraineté pleine et entière sur Calais.

## Fin de règne
En 1347, après la chute de Calais, Philippe VI, âgé (54 ans) et discrédité, doit céder à la pression. C'est son fils Jean, le duc de Normandie, qui prend les choses en main. Ses alliés (les Melun et les membres de la bourgeoisie d'affaires qui viennent d'être victimes de la purge qui a suivi Crécy et qu'il fait réhabiliter) entrent au conseil du roi, à la Chambre des comptes et occupent des postes élevés dans l'administration. L'attraction politique de la France permet d'étendre le royaume vers l'est en dépit des défaites militaires. Ainsi, le comte Humbert II, ruiné par son incapacité à lever l'impôt et sans héritier après la mort de son fils unique, vend le Dauphiné à Philippe VI. Jean prend part directement aux négociations et finalise l'accord.

### La grande peste

Carte de diffusion de la peste noire.

La peste noire est une pandémie qui a touché la population européenne entre 1347 et 1351. Les maladies appelées « peste » avaient disparu d'Occident depuis le VIIIe siècle (peste de Justinien). Il s'agit de la pandémie la plus meurtrière de l'histoire de l'humanité jusqu'à la grippe espagnole, en l'état des connaissances. C'est la première pandémie de l'histoire à avoir été bien décrite par les chroniqueurs contemporains.
On estime que la peste noire a tué entre 30 et 50 % de la population européenne en cinq ans, faisant environ vingt-cinq millions de victimes. Cette pandémie eut des conséquences durables sur la civilisation européenne, mais aussi au Moyen-Orient et en Afrique du Nord. De plus, après cette première vague, la maladie refit ensuite régulièrement son apparition dans les différents pays touchés : entre 1353 et 1355 en France, et entre 1360 et 1369 en Angleterre, notamment, puis à peu près tous les 20 ans, jusqu'au XVIIe siècle inclus.

### Achat de Montpellier
En 1331, Jacques III de Majorque âgé de 16 ans rend hommage à Philippe VI pour la ville de Montpellier, que sa famille tient d'un mariage. Montpellier est située dans le royaume de France mais est une possession du roi de Majorque à l'instar de la Guyenne pour le roi d'Angleterre. Le royaume de Majorque est lui-même état vassal du royaume d'Aragon mais supporte mal le poids fiscal de cette vassalité qui lui a été imposée par la force.

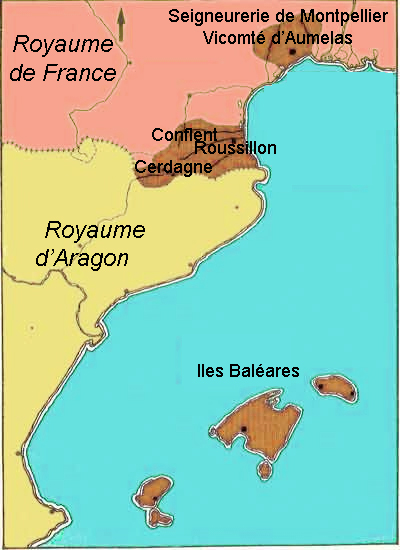
Royaume de Majorque.

Montpellier a elle-même beaucoup d'indépendance. Elle est à 3 jours de marche du reste des possessions continentales du roi de Majorque, en Roussillon. Elle est commercialement dépendante du Languedoc mais les échanges avec les Espagnols sont moins avantageux du fait de leur propre monnaie. L'usage de monnaies françaises y est courant et ses intérêts commerciaux la pousse vers le royaume de France. Suspicieux quant aux velléités d'indépendance de Jacques III de Majorque qui a rechigné à lui rendre hommage, Pierre IV d'Aragon dit le Cérémonieux travaille à la réunion des deux couronnes.
En 1339, inquiété par les rumeurs de mariage d'un fils de Jacques III avec une fille d'Édouard III, rumeurs colportées par le roi d'Aragon qui travaille activement à isoler son vassal, Philippe VI somme le roi de Majorque de renouveler son hommage pour la ville de Montpellier. Jacques III lui répond qu'il doute de la légalité de cet hommage et s'en remet au pape. Voyant que la France est mise en difficulté par l'Angleterre, Jacques III fait organiser des joutes à Montpellier, ce qui est en contradiction avec l'ordre du roi de France qui les a interdites en temps de guerre : c'est une remise en cause claire de la souveraineté de Philippe VI sur Montpellier. Pierre IV, jouant un double jeu et assurant à Jacques qu'il l'aiderait militairement en cas de conflit avec la France, pousse le roi de Majorque à s'affirmer de plus en plus dans une alliance avec le roi d'Angleterre, mais dans le même temps il demande le soutien du roi de France. Philippe VI fait saisir la ville de Montpellier et les vicomtés d'Aumelas et Carladis. Il charge Jean le Bon de monter une armée pour entrer en Roussillon. Mais Jacques III se rend compte qu'il a été joué par le roi d'Aragon et fait amende honorable. Philippe VI, qui a bien compris que les jeux sont faits, entérine l'alliance avec Pierre le Cérémonieux et rend ses possessions françaises au roi de Majorque, sachant pertinemment que celui-ci, cerné par une si puissante alliance, ne pourra pas les conserver. En 1343, Pierre IV envahit les Baléares, et se rend maître du Roussillon en 1344. Le 5 septembre 1343, Philippe VI soutient l'offensive aragonaise en interdisant tout ravitaillement du roi de Majorque en armes, vivres ou chevaux. Complètement isolé, Jacques III est contraint d'accepter la défaite. Son sort est scellé par les Cortes à Barcelone, où il est décidé de lui laisser son fief de Montpellier. Mais il refuse et s'enfuit chez un de ses amis, le comte de Foix, avec une quarantaine de ses chevaliers. Rencontrant Philippe VI à Avignon, il lui revend la ville de Montpellier et engage une partie de la Cerdagne et du Roussillon le 18 avril 1349 pour 120 000 écus d'or. Il peut ainsi se reconstituer une armée et une flotte. Les accords stipulent qu'il conserve les droits sur sa ville jusqu'à sa mort. Celle-ci survient le 25 octobre 1349 : Montpellier appartient désormais à la couronne de France. Par contre, la Cerdagne et le Roussillon, contestés par le roi d'Aragon, restent aragonais.

### Acquisition du Dauphiné
Le 16 juillet 1349, Humbert II de la Tour du Pin, dauphin de Viennois, ruiné du fait de son incapacité à lever l'impôt, et sans héritier après la mort de son fils unique, cède au roi de France le Dauphiné, terre du Saint-Empire romain germanique. Ni le pape ni l'empereur ne se portant acquéreurs, l'affaire est conclue avec Philippe VI. Selon l'accord, il doit revenir à un fils du futur roi Jean le Bon. C'est donc Charles V, en tant que fils aîné de ce dernier, qui devient le dauphin. Il n'a que onze ans, mais est immédiatement confronté à l'exercice du pouvoir. Le contrôle du Dauphiné est précieux pour le royaume de France car il occupe la vallée du Rhône, un axe commercial majeur entre Méditerranée et Nord de l'Europe depuis l'Antiquité, les mettant en contact direct avec Avignon, ville papale et centre diplomatique incontournable de l'Europe médiévale.

### Duché de Bourgogne
La belle-fille de Philippe VI, Bonne de Luxembourg, meurt de la peste en 1349. Philippe réalise une nouvelle manœuvre diplomatique qui accroît ses possessions vers l'est. Jean de Normandie épouse en secondes noces, le 19 février 1350 à Nanterre, la comtesse Jeanne de Boulogne, fille de Guillaume XII d'Auvergne et de Marguerite d'Évreux, veuve âgée de 24 ans, héritière des comtés de Boulogne et d'Auvergne et régente du duché de Bourgogne, des comtés de Bourgogne et d'Artois au nom de son fils du premier lit, Philippe de Rouvre. Elle reçoit en douaire les seigneuries de Montargis, Lorris, Vitry-aux-Loges, Boiscommun, Châteauneuf-sur-Loire, Corbeil, Fontainebleau, Melun et Montreuil,.

### Mort

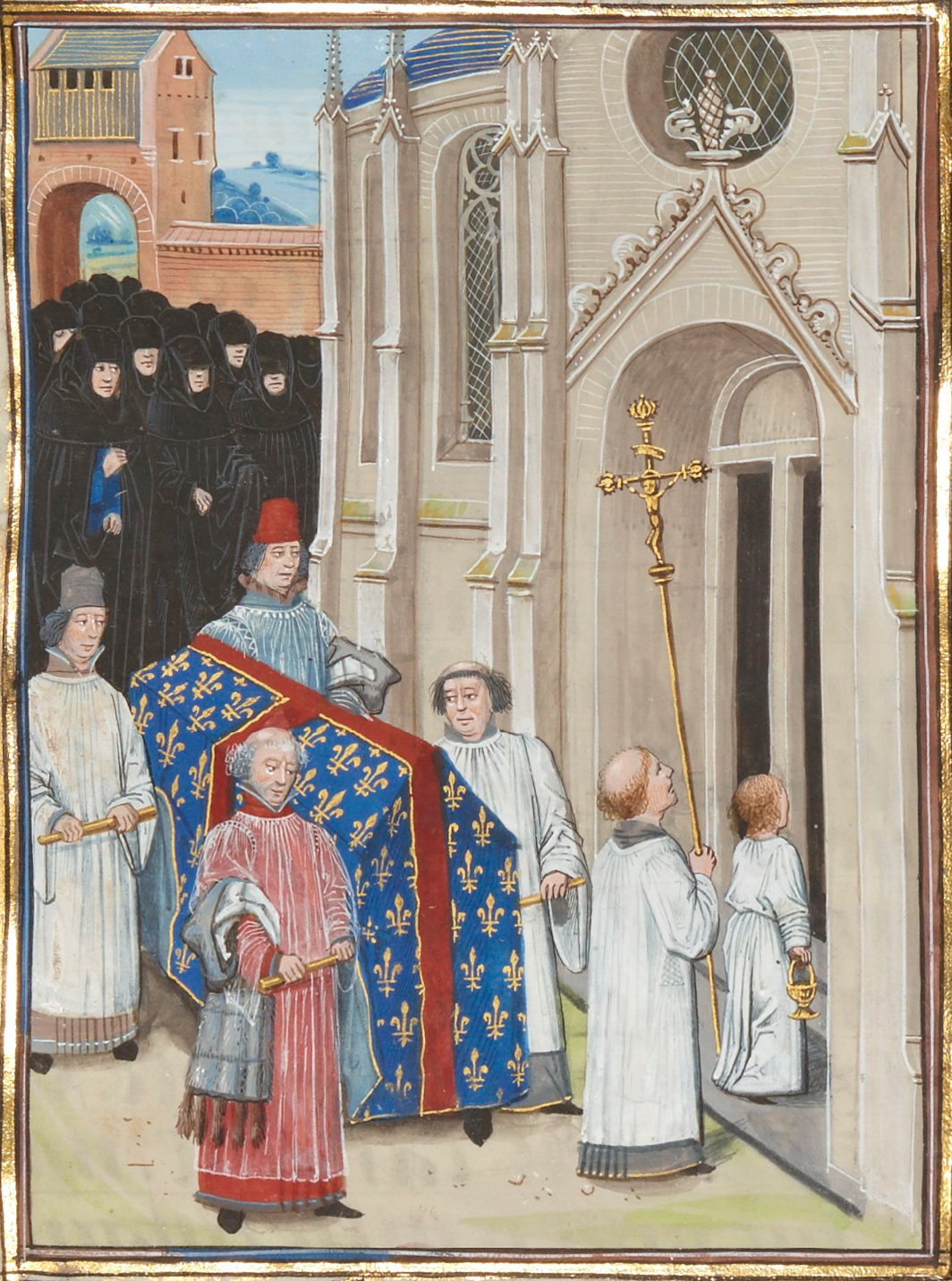
Funérailles de Philippe VI, Chroniques de Jean Froissart, Paris, Bibliothèque nationale de France.

Philippe VI meurt dans la nuit du 22 au 23 août 1350 au château de Nogent-le-Roi selon certains historiens ou plus vraisemblablement à l'abbaye Notre-Dame de Coulombs selon d'autres. Philippe laisse un royaume durablement désorganisé, entré dans une phase de révoltes qui tourneront à la guerre civile avec la Grande Jacquerie de l'année 1358.

## Union et descendance
En juillet 1313, Philippe VI de Valois épouse en premières noces Jeanne de Bourgogne (v. 1293-1349), fille de Robert II (1248-1306), duc de Bourgogne (1272-1306) et roi titulaire de Thessalonique, et d'Agnès de France (1260-1325), dernière fille de Saint-Louis. De cette union sont issus au moins huit enfants :
- Jean (1319-1364), qui deviendra roi de France sous le nom de Jean II dit le Bon (1350-1364), et postérité ;
- Marie (1326-1333), épouse en 1332 Jean de Brabant, duc de Limbourg et fils du duc de Brabant Jean III de Brabant. Cette union permettait à Philippe VI de faire expulser Robert III d'Artois qui venait juste d'être banni du royaume de France et qui s'était réfugié à Bruxelles en 1331[76]. Sans postérité ;
- Louis (17 janvier 1328-id.), sans postérité ;
- Louis (8 juin 1330 - 23 juin 1330), sans postérité ;
- Jean (1333-id.), sans postérité ;
- Philippe (1336-1375), comte de Valois et premier duc d'Orléans (1344-1375), sans postérité légitime ;
- Jeanne (1337-id.), sans postérité ;
- N., fils, (1343-id.), sans postérité.

Devenu veuf de Jeanne de Bourgogne, décédée le 12 décembre 1349, le roi épouse en secondes noces à Brie-Comte-Robert, le 11 ou 29 janvier 1350 (selon les sources), Blanche de Navarre (v. 1331-1398), dite Blanche d'Évreux, fille de Philippe III (1306-1343), comte d'Évreux (1319-1343) et roi de Navarre par mariage, et de Jeanne II (1311-1349), reine de Navarre (1328-1349) et comtesse de Champagne. De cette union est issue une fille posthume :
- Jeanne (1351-1371), qui meurt peu de temps après ses fiançailles avec Jean Ier (1350-1396), duc de Gérone, roi d'Aragon (1387-1396) et de Valence, sans postérité.

Philippe VI de Valois aurait eu deux fils naturels :
- Jean d'Armagnac[77] († après 1350), sans alliance ;
- Thomas de la Marche (1318-1361), capitaine, né de Béatrice La Berruère. Certains auteurs[78] le donnent fils naturel de Charles de la Marche, alors qu'il était comte de la Marche. Il a un fils, Jean de la Marche, chevalier, et postérité[n 8].

### Sources primaires
- Raymond Cazelles ( éd.), Catalogue de comptes royaux des règnes de Philippe VI et de Jean II, t. 1, Paris, Imprimerie nationale, diffusion De Boccard, coll. « Recueil des historiens de la France. Documents financiers » (no 6), 1984, 275 p. (présentation en ligne), [présentation en ligne], [présentation en ligne].
- Jules Viard ( éd.), Les Grandes Chroniques de France : publiées pour la Société de l'Histoire de France par Jules Viard, t. 9 : Charles IV le Bel, Philippe VI de Valois, Paris, Librairie ancienne Honoré Champion, 1937, X-356 p. (lire en ligne).

#### Ouvrages
- Françoise Autrand, Charles V, Paris, éditions Fayard, coll. « Biographies Historiques », 1994, 916 p. (ISBN 978-2-213-02769-2).
- Raymond Cazelles, La société politique et la crise de la royauté sous Philippe de Valois, Paris, D'Argences, coll. « Bibliothèque elzévirienne. Nouvelle série. Études et documents », 1958, 495 p. (présentation en ligne), [présentation en ligne], [présentation en ligne].
- Jean Favier, La guerre de Cent Ans, Paris, Fayard, 1980, 678 p. (ISBN 2-213-00918-X).
- Jean Favier, Les Papes d'Avignon, Paris, Fayard, coll. « Biographies Historiques », 2006, 826 p. (ISBN 978-2-213-62524-9). .
- Dominique-Marie-Joseph Henry, Histoire de Roussillon, comprenant l'histoire du royaume de Majorque, Paris, 1835.
- Georges Minois, La guerre de Cent Ans : Naissance de deux nations, Perrin, 2008, 650 p. (ISBN 978-2-262-02440-6 et 2-262-02440-5).
- (en) Jonathan Sumption, The Hundred Years War, vol. I : Trial by Battle, Londres / Boston, Faber and Faber, 1990, XI-659 p. (ISBN 0-571-13895-0).
- Jules Viard, Les journaux du trésor de Philippe VI de Valois : suivis de l'Ordinarium thesauri de 1338-1339, Paris, Imprimerie nationale, 1899 (lire en ligne).

#### Articles
- Robert-Henri Bautier, « Recherches sur la chancellerie royale au temps de Philippe VI », Bibliothèque de l'École des chartes, Paris, Librairie Marcel Didier, t. 122,‎ 1964, p. 89-176 (lire en ligne).
- Robert-Henri Bautier, « Recherches sur la chancellerie royale au temps de Philippe VI (deuxième article) », Bibliothèque de l'École des chartes, Paris, Librairie Marcel Didier, t. 123,‎ juillet-décembre 1965, p. 313-459 (lire en ligne).
- Raymond Cazelles, « Une chancellerie privilégiée : celle de Philippe VI de Valois », Bibliothèque de l'École des chartes, Paris / Genève, Librairie Droz, t. 124,‎ juillet-décembre 1966, p. 355-381 (lire en ligne).
- Pierre Gasnault, « Nouvelles lettres closes et « de par le roy » de Philippe VI de Valois », Bibliothèque de l'École des chartes, Paris, Librairie Marcel Didier, t. 120,‎ 1962, p. 172-178 (lire en ligne).
- Jean-Marie Moeglin, « Qui a inventé la guerre de Cent Ans ? Le règne de Philippe VI dans l'historiographie médiévale et moderne (vers 1350 – vers 1650) », dans Danièle Bohler et Catherine Magnien-Simonin (dir.), Écritures de l'Histoire (XIVe – XVIe siècle), Genève, Droz, 2005, p. 521-543.
- Guillaume Mollat, « Philippe VI de Valois et son fils Jean, duc de Normandie », Bibliothèque de l'École des chartes, Paris, Librairie Marcel Didier, t. 116,‎ 1958, p. 209-210 (lire en ligne).
- Henri Moranvillé, « Rapports à Philippe VI sur l'état de ses finances », Bibliothèque de l'École des chartes, Paris, Librairie d'Alphonse Picard, t. 48,‎ 1887, p. 380-395 (lire en ligne).
- Henri Moranvillé, « Philippe VI à la bataille de Crécy », Bibliothèque de l'École des chartes, Paris, Librairie d'Alphonse Picard, t. 50,‎ 1889, p. 295-297 (lire en ligne).
- Georges Tessier, « Les chanceliers de Philippe VI », Comptes rendus de l'Académie des inscriptions et belles-lettres, Paris, Librairie C. Klincksieck, no 4,‎ novembre-décembre 1957, p. 356-373 (lire en ligne).
- (en) C. J. Tyerman, « Philip VI and the Recovery of the Holy Land », The English Historical Review, vol. 100, no 394,‎ 1985, p. 25–52 (JSTOR 569926).
- Jules Viard, « L'Hôtel de Philippe VI de Valois [premier article] », Bibliothèque de l'École des chartes, Paris, Librairie Alphonse Picard et fils, t. 55,‎ 1894, p. 465-487 (lire en ligne).
- Jules Viard, « L'Hôtel de Philippe VI de Valois (fin) », Bibliothèque de l'École des chartes, Paris, Librairie Alphonse Picard et fils, t. 55,‎ 1894, p. 598-626 (lire en ligne).
- Jules Viard, « Un prétendu voyage de Philippe VI de Valois dans le midi de la France en 1349 », Bibliothèque de l'École des chartes, Paris, Librairie Alphonse Picard et fils, t. 71,‎ 1910, p. 39-48 (lire en ligne).
- Jules Viard, « Itinéraire de Philippe VI de Valois », Bibliothèque de l'École des chartes, Paris, Librairie Alphonse Picard et fils, t. 74,‎ 1913, p. 74-128 (lire en ligne).
- Jules Viard, « Itinéraire de Philippe VI de Valois (suite et fin) », Bibliothèque de l'École des chartes, Paris, Librairie Alphonse Picard et fils, t. 74,‎ 1913, p. 525-619 (lire en ligne).
- Jules Viard, « Itinéraire de Philippe VI de Valois [Additions et rectifications] », Bibliothèque de l'École des chartes, Paris, Auguste Picard, t. 84,‎ 1923, p. 166-170 (lire en ligne).
- Jules Viard, « L'Ostrevant. Enquête au sujet de la frontière française sous Philippe VI de Valois », Bibliothèque de l'École des chartes, Paris, Auguste Picard, t. 82,‎ 1921, p. 316-329 (lire en ligne).
- Jules Viard, « Philippe VI de Valois : la succession au trône », Le Moyen Âge : revue d'histoire et de philologie, Paris, Librairie ancienne Honoré Champion, 2e série, t. XXIII,‎ janvier-avril 1921, p. 218-222 (lire en ligne).
- Jules Viard, « La guerre de Flandre (1328) », Bibliothèque de l'École des chartes, Paris, Auguste Picard, t. 83,‎ 1922, p. 362-382 (lire en ligne).
- Jules Viard, « Philippe de Valois avant son avènement au trône », Bibliothèque de l'École des chartes, Paris, Auguste Picard, t. 91,‎ 1930, p. 307-325 (lire en ligne).
- Jules Viard, « La Chambre des comptes sous le règne de Philippe VI de Valois », Bibliothèque de l'École des chartes, Paris, Auguste Picard, t. 93,‎ 1932, p. 331-359 (lire en ligne).
- Jules Viard, « Philippe VI de Valois. Début du règne (février-juillet 1328) », Bibliothèque de l'École des chartes, Paris, Librairie Auguste Picard, t. 95,‎ juillet-décembre 1934, p. 259-283 (lire en ligne).
- Jules Viard, « Les projets de croisade de Philippe VI de Valois », Bibliothèque de l'École des chartes, Paris, Librairie Auguste Picard, t. 97,‎ juillet-décembre 1936, p. 305-316 (lire en ligne).